# Double Asteroid Redirection Test
Pour l'expérience de rendez-vous spatial automatique, voir Demonstration for Autonomous Rendezvous Technology.
Pour les articles homonymes, voir Dart.
Double Asteroid Redirection Test (« Test de déviation d'un astéroïde double »), généralement désignée par son acronyme DART (« fléchette »), est une mission de l'agence spatiale américaine, la NASA, qui a testé pour la première fois une méthode permettant de dévier un astéroïde susceptible de s'écraser sur la Terre (astéroïde géocroiseur). L'objectif était d'évaluer l'utilisation de l'impact cinétique d'un engin spatial pour modifier la trajectoire de l'astéroïde, de manière qu'il évite la Terre. La mission est un succès : l'impact, qui a lieu le 26 septembre 2022, modifie de manière significative la trajectoire du petit astéroïde Dimorphos visé (changement de période orbitale de 32 minutes) et permet de valider la technique de navigation utilisée pour percuter un objet de très petite taille situé à une très grande distance de la Terre.

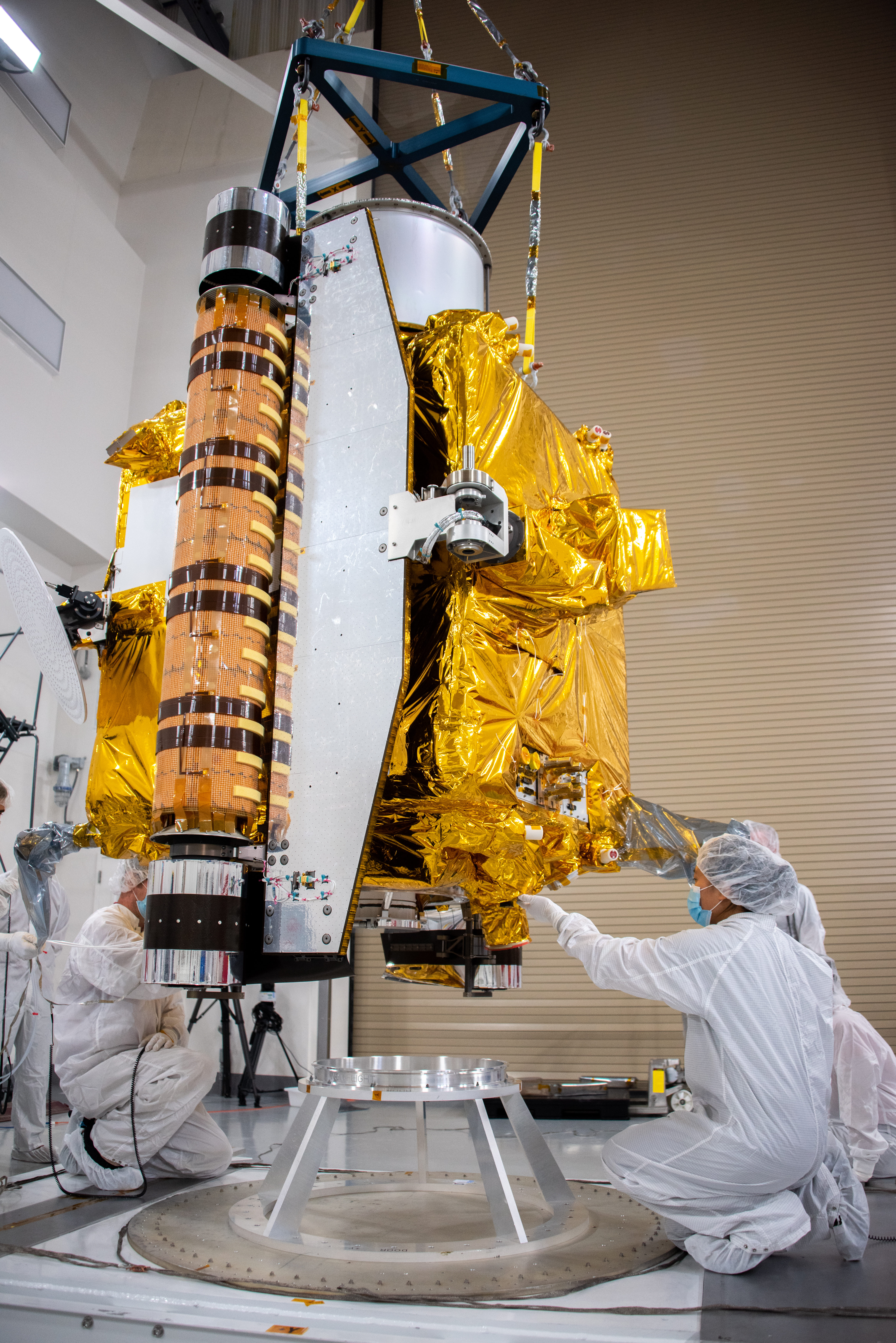
Le fonctionnement de DART est vérifié dans la salle blanche de la société Astrotech à Vandenberg peu avant son lancement. Le cylindre jaune et noir sur le côté est un des deux panneaux solaires ROSA en position repliée.

La mission fait partie du programme de défense planétaire de l'agence spatiale américaine, mis sur pied à compter de la fin des années 1990 et qui comprend également le recensement exhaustif des astéroïdes géocroiseurs présentant un risque notable par leur taille à l'aide d'observatoires terrestres et spatiaux. Pour évaluer la méthode de l'impact cinétique, les 550 kg de la sonde spatiale DART sont lancés à 6,58 km/s (23 700 km/h) sur la surface du petit astéroïde Dimorphos (160 m de diamètre), qui orbite autour de l'astéroïde (65803) Didymos. La modification de la période orbitale de Dimorphos autour de Didymos, résultant de l'impact, doit permettre d'affiner les modèles existants en précisant l'incidence alors mal maîtrisée de paramètres tels que la structure de l'objet percuté (porosité), la nature des matériaux dont il est constitué ainsi que la valeur de la poussée supplémentaire fournie par les éjectas projetés dans l'espace. Aucun des deux astéroïdes ne se trouve sur une trajectoire d'impact avec la Terre, avant comme après ce test.
DART est un engin spatial de 610 kg au lancement, équipé d'une caméra et d'un moteur ionique. Il est conçu par le laboratoire APL. Il est placé sur une orbite héliocentrique le 24 novembre 2021  et percute Dimorphos le 26 septembre 2022 (UTC). Des observatoires terrestres ainsi qu'un nano-satellite accompagnant l'engin spatial principal ont collecté des images et des données permettant de mesurer le résultat de l'impact. Des observations complémentaires doivent être réalisées sur place par Hera, mission menée par l'Agence spatiale européenne qui doit décoller en octobre 2024 et se placer en orbite autour de Didymos vers 2026.

## Contexte

### Menace des objets géocroiseurs

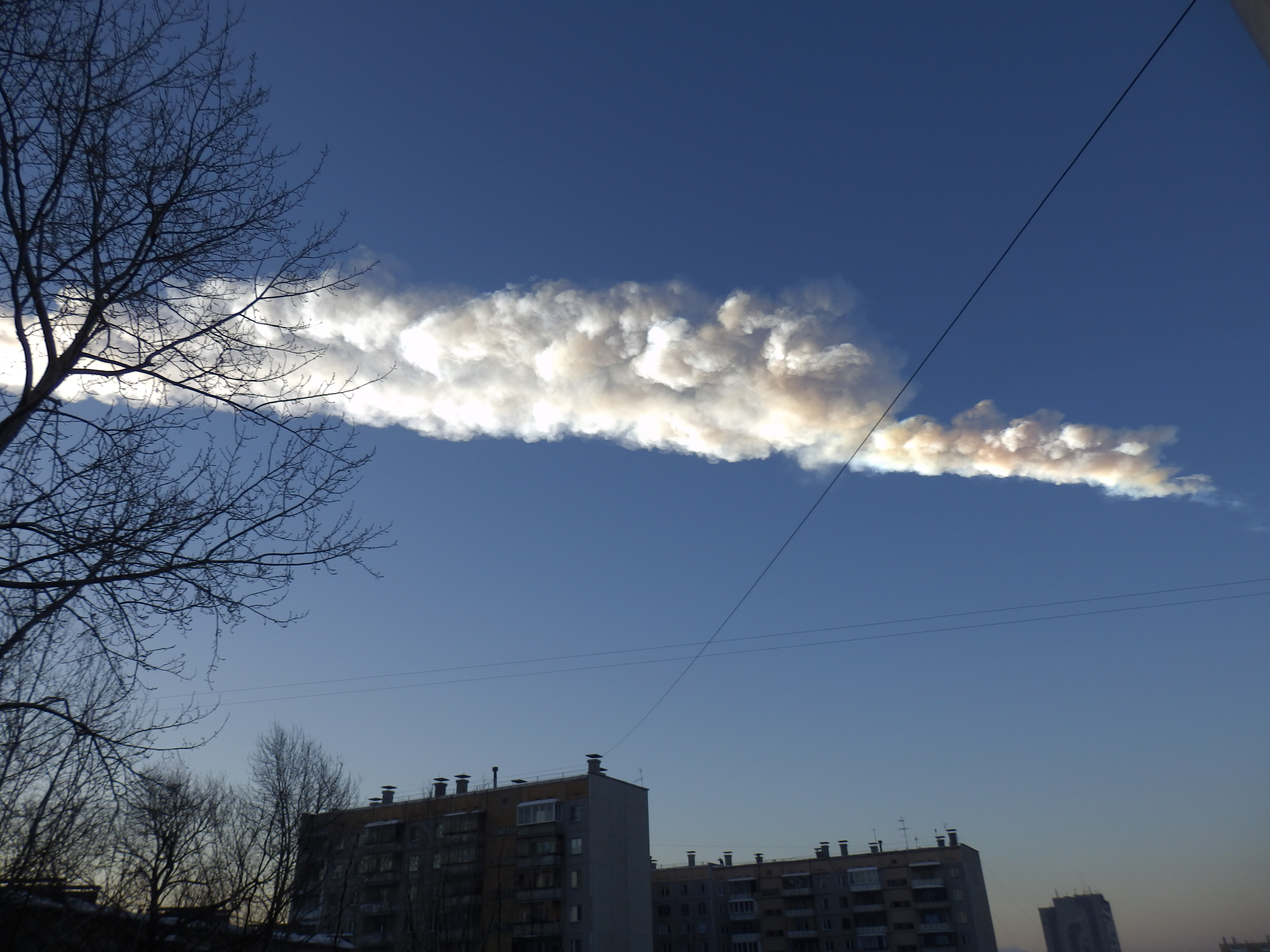
Traînée du superbolide d'environ 15 à 17 mètres de diamètre qui a fait environ un millier de blessés légers en explosant au-dessus de Tcheliabinsk (Sibérie) (2013).

Les objets géocroiseurs sont des corps célestes (astéroïde ou comète) dont l'orbite autour du Soleil coupe celle de la Terre ou s'en approche de très près et qui peuvent donc, dans un délai plus ou moins lointain et du fait de l'influence des autres corps, s'écraser sur la Terre. La majorité des astéroïdes sont des petits corps provenant de la ceinture d'astéroïdes orbitant initialement entre les planètes Mars et Jupiter. Leur orbite a été modifiée par l'influence gravitationnelle de Jupiter ou de Mars, ou encore à la suite d'une collision, et l'astéroïde circule désormais entre Mars et le Soleil en s'approchant à plus ou moins grande distance de la Terre. Lorsque leur trajectoire les fait pénétrer dans l'atmosphère terrestre, la plupart d'entre eux, de petite taille, se désintègrent dans l'atmosphère terrestre et n'atteignent pas la surface de la Terre. Chaque jour environ 100 tonnes d'astéroïdes de petite taille se désintègrent ainsi dans notre atmosphère produisant parfois des petits météorites qui atteignent le sol sans dommage. Mais les plus gros d'entre eux, heureusement très rares (généralement ceux dont le diamètre est supérieur à 30/50 mètres), survivent à leur rentrée atmosphérique et peuvent eux provoquer des dégâts considérables. L'étendue de ceux-ci dépend de leur taille, de leur densité, de leur vitesse, de l'incidence de leur trajectoire ainsi que de la zone terrestre qui a subi l'impact.
Les objets géocroiseurs dont le diamètre est supérieur à 1 mètre et inférieur à 30 mètres sont relativement nombreux à pénétrer dans l'atmosphère de la Terre : entre 1994 et 2013, 556 bolides (d'un diamètre compris approximativement entre 1 et 20 mètres) ont été recensés par le système de surveillance américain. Mais ils ont une probabilité faible de provoquer une catastrophe. Ainsi le superbolide de Tcheliabinsk, dont le diamètre était compris entre 15 et 17 mètres, s'est désintégré dans l'atmosphère en 2013 et, bien qu'il ait dégagé une puissance équivalente à celle de 500 kilotonnes de TNT (20 à 30 fois l'énergie de la bombe atomique d'Hiroshima), cet événement ne s'est soldé que par des blessés légers et des dégâts matériels modérés. À partir d'un diamètre de 30 mètres, un objet géocroiseur peut anéantir une ville. L'explosion d'un astéroïde d'environ 40 mètres au-dessus de la Tougounska, en Sibérie en 1908, a dégagé une puissance équivalente à 5–10 mégatonnes de TNT en rasant 2 000 km2 de forêt. Si elle s'était produite au-dessus d'une grande métropole, le bilan aurait été de plusieurs millions de morts et blessés. Lorsque son diamètre dépasse environ 140 mètres, un astéroïde géocroiseur produit un impact qui affecte systématiquement des régions habitées, quel que soit l'endroit de la Terre qui est frappé. Aussi le recensement exhaustif des objets géocroiseurs en cours à la NASA porte sur les astéroïdes dépassant cette taille. La survenue d'un objet géocroiseur susceptible d'anéantir la civilisation humaine (plus de 1 000 mètres de diamètre) comme celui qui a provoqué l'extinction des grands dinosaures est statistiquement rare : la probabilité d'un impact d'un objet de plus de 1 000 mètres est de 0,002 % tous les 100 ans,. S'il est moins probable qu'un tsunami ou qu'un tremblement de terre de grande ampleur, le risque d'un impact meurtrier d'un objet géocroiseur peut avoir des conséquences beaucoup plus graves. Toutefois, à l'inverse des autres catastrophes naturelles, il est possible de le prévoir et de le prévenir.
| Diamètre :            | Entre 3 et 29 mètres                                                    | Entre 30 et 139 mètres                                                                          | Entre 140 et 1 000 mètres                                                                             | Plus de 1 000 mètres                            |
| --------------------- | ----------------------------------------------------------------------- | ----------------------------------------------------------------------------------------------- | --- | ----------------------------------------------- |
| Probabilité impact    | 1 par an                                                                | 1 tous les 100 ans                                                                              | 1 % tous les 100 ans                                                                                  | 0,002 % tous les 100 ans                        |
| Manifestation         | Flash lumineux                                                          | Explosion aérienne (météorite poreux) Cratère de 1 kilomètre de diamètre (météorite métallique) | Cratère de plusieurs kilomètres de diamètre                                                           | Cratère de 10 kilomètres de diamètre ou plus    |
| Conséquences humaines | Dégâts mineurs à importants Peut entraîner plusieurs milliers de décès. | Peut détruire une ville entière en cas de frappe directe (probabilité faible)                   | Destruction d'un pays entier Pertes humaines supérieures à toutes les catastrophes naturelles passées | Disparition possible de la civilisation humaine |
| Nombre                | environ 1 milliard                                                      | environ 1 million                                                                               | environ 16 000                                                                                        | environ 1 000                                   |
| Pourcentage identifié | ∅ 3 mètres : 0 % ∅ 10 mètres : 0,02 %                                   | ∅ 30 mètres : 1,4 % ∅ 100 mètres : 25 %                                                         | ∅ 140 mètres : 40 % ∅ 500 mètres : 77 %                                                               | ∅ 1 000 mètres : 81 % ∅ > 6,5 km : 100 %        |

### Défense planétaire: un thème qui prend de l'importance dans le débat public aux États-Unis (1994)
La menace des objets géocroiseurs était jusqu'à récemment négligée car une collision avec la Terre d'un astéroïde de taille conséquente était perçue comme un phénomène très rare. Mais entre le 16 et le 22 juillet 1994 les fragments de la comète Shoemaker-Levy 9 s'écrasent de manière spectaculaire sur la planète géante Jupiter. Un impact du même ordre de grandeur sur la Terre aurait eu des conséquences planétaires aux effets similaires à ceux ayant conduit à l'extinction des dinosaures. La menace est désormais perçue comme tangible et contemporaine. Ce sont les États-Unis qui vont, les premiers, la prendre en compte en développant des mesures relevant de ce qui sera baptisé par la suite la défense planétaire (planetary defense).

### Création d'un programme consacré au recensement des objets géocroiseurs (1998)
Le Congrès américain, sensibilisé par l'impact de la comète Shoemaker-Levy 9 et conseillé par plusieurs scientifiques dont Eugene Shoemaker, demande en 1998 à l'agence spatiale américaine, la NASA, de détecter et mesurer les caractéristiques orbitales de 90 % des objets géocroiseurs ayant plus d'un kilomètre de diamètre. Cette première étape est indispensable pour évaluer la menace et la prévenir. L'agence spatiale américaine dispose de 10 ans pour les recenser et déterminer leurs trajectoires et leurs principales caractéristiques. La découverte, en 2004, d'un risque de collision, en 2029, de l'astéroïde Apophis (325 mètres de diamètre) avec la Terre, vient accentuer cette sensibilisation au risque généré par les astéroïdes géocroiseurs (à la suite d'observations ultérieures, qui ont permis d'affiner les paramètres orbitaux d'Apophis, le risque de collision sera levé). En 2005 le Congrès américain élargit la mission de la NASA en l'étendant aux objets géocroiseurs de plus de 140 mètres de diamètre. La NASA dispose de 15 ans pour recenser 90 % de ces objets (date butoir 2020), mais le budget accordé par le Congrès n'est pas suffisant pour réaliser cette tâche dans le délai imparti,. Pour effectuer ce recensement, la NASA finance plusieurs projets de détection à l'aide de télescopes terrestres (Catalina Sky Survey, Pan-STARRS, LSST à compter de 2023...) et spatiaux (NEOWISE, NEO Surveyor à compter de 2025). Mais l'objectif prend beaucoup de retard puisque, en 2019, seuls 50 % des géocroiseurs de plus de 140 mètres de diamètre (environ 10 000 sur un nombre estimé à 25 000) avaient été identifiés (et 1,6 % des objets géocroiseurs d'une taille supérieure à 30 mètres soit 16 000 sur un million),. Courant 2021, seuls les États-Unis ont un programme de recensement systématique des objets géocroiseurs et ce programme est à l'origine d'une très large majorité des découvertes.

### Risques d'impact identifiés courant 2021
En novembre 2021, le recensement effectué n'a identifié aucune menace pour la Terre dans les 100 ans à venir. Le risque le plus élevé était constitué, jusqu'à récemment, par l'astéroïde 2009 FD, avec une probabilité d'impact de 0,2 % en 2185, mais des observations astronomiques ultérieures ont éliminé en novembre 2020 ce risque. Le risque le plus fort provient désormais (novembre 2021) de l'astéroïde Bénou (astéroïde de 492 mètres de diamètre visité par la mission de la NASA OSIRIS-REx) avec une probabilité de collision de 0,037 % entre 2175 et 2199. La menace à une échéance plus proche viendra donc d'astéroïdes qui n'ont pas encore été découverts.

### Organisation du programme de défense planétaire au sein de la NASA (2016)
La NASA a un rôle central dans le domaine de la défense planétaire aux États-Unis : ses missions comprennent le programme de détection à l'aide d'observatoires spatiaux et terrestres, mesure des risques d'impact, expérimentation des méthodes d'évitement, définition du processus de gestion d'une menace. Début 2016, à la suite d'un rapport d'audit interne, la NASA réorganise ses activités dans le domaine et crée le Planetary Defense Coordination Office (« Bureau de coordination de la défense planétaire »). Celui-ci est chargé de coordonner le programme de détection des objets géocroiseurs par des moyens terrestres et spatiaux, de déclencher des alertes en cas de menace d'impact, d'étudier les stratégies et les technologies permettant de limiter ou éviter un impact et de piloter l'action du gouvernement en cas de menace d'impact. Le Center for Near-Earth Object Studies (CNEOS), une entité faisant partie du Jet Propulsion Laboratory, est chargé de calculer les orbites des objets géocroiseurs à partir des observations effectuées par l'ensemble des moyens terrestres et spatiaux, de prédire leurs mouvements et d'actualiser et diffuser les risques d'impact.
L'enveloppe budgétaire de la NASA consacrée à la défense planétaire (rattachée en 2022 aux programmes des sciences planétaires) se monte à environ 200 millions US$ en 2022 (un peu moins de 1 % du budget total). Elle comprend deux postes principaux : le développement de l'observatoire NEO Surveyor (143 millions US$) qui vient se substituer au développement de DART lancé en 2021 et le financement des programmes d'observation terrestres (42 millions US$).

### Méthodes envisagées
L'identification de la menace d'un objet géocroiseur ne constitue que la première étape d'une stratégie visant à préserver notre planète d'une telle catastrophe. Il faut également déterminer une méthode permettant d'éviter celle-ci. Il n'existe, courant 2021, aucune méthode, ayant fait l'objet d'une expérimentation réelle, permettant de détourner un objet géocroiseur qui menacerait d'entrer en collision avec la Terre. Plusieurs techniques sont envisagées mais elles nécessitent d'être testées. Généralement il s'agit de modifier légèrement l'orbite de l'objet géocroiseur en appliquant une poussée sur le corps céleste. Il suffit que l'objet géocroiseur soit modifié de manière à couper l'orbite terrestre 7 minutes (temps mis par la Terre pour parcourir une distance égale à son diamètre) plus tôt ou plus tard, pour éviter l'impact. Si la poussée est ponctuelle, il est préférable d'appliquer celle-ci lorsque le corps se trouve près de son aphélie (apogée) car elle est alors plus efficace. Si, au contraire, on choisit d’exercer une poussée plus faible mais continue, celle-ci doit être appliquée longtemps avant la collision anticipée. Plus la correction de la trajectoire débute tôt, moins celle-ci a besoin d'être importante. Pour éviter un impact avec la Terre, il faut donc recenser l'ensemble des objets géocroiseurs susceptibles de menacer la Terre et estimer avec une très grande précision leur trajectoire pour les décennies à venir. La deuxième condition de réussite est de pouvoir mettre sur pied une mission spatiale permettant de détourner la menace avec une probabilité de succès très élevée. Les principales méthodes de modification de trajectoire sont les suivantes :
- la première méthode de déviation, mise en œuvre par DART, dans un objectif tout autre (analyse de la structure et de la composition d'une comète), par la sonde spatiale Deep Impact de la NASA, consiste à lancer un engin spatial contre l'objet géocroiseur. La vitesse de l'astéroïde est modifiée du fait de la loi de la conservation de la quantité de mouvement :
M1 x V1 + M2 x V2 = (M1 + M2) x V3
avec M1 masse de l'engin spatial, M2 masse du corps céleste, V1 vitesse de l'engin spatial, V3 vitesse du corps céleste après l'impact, M1 et M2 masse respective de l'engin spatial et du corps céleste. Les vitesses sont des vecteurs ;
- une autre méthode consiste à provoquer une explosion nucléaire destinée à fragmenter l’astéroïde. Cette solution est techniquement réalisable mais ses effets sont incontrôlables et son efficacité reste à démontrer. Ce serait une solution à envisager en dernier recours[16] ;
- ou bien encore une méthode, à priori plus efficace, consiste à faire exploser une charge nucléaire à la surface ou à faible distance du géocroiseur, de manière à lui transmettre une impulsion sans le fragmenter ;
- le tracteur gravitationnel est une méthode qui utilise l'attraction gravitationnelle mutuelle entre le géocroiseur et un engin spatial ;
- l'utilisation de l'effet Yarkovsky, qui est une force produite par l'écart entre l'absorption solaire et l'émission thermique par rayonnement. Cette force, qui contribue en permanence à façonner l'orbite du géocroiseur, peut être modifiée par exemple en interposant un écran entre le Soleil et l'astéroïde ou en modifiant l’albédo de celui-ci (par exemple en déposant un revêtement noir ou blanc sur sa surface). L'intensité de cette force est très faible mais elle peut avec le temps permettre d'obtenir la déviation souhaitée.

Les résultats de la méthode de l'impact, qui doit être testée par la mission DART, présente plusieurs inconnues. La principale découle de nos connaissances limitées de la structure et de la composition des astéroïdes et de l'incidence de ces caractéristiques sur la transmission de l'énergie cinétique. Les missions spatiales Hayabusa 2 et OSIRIS-REx qui ont étudié des astéroïdes de type carboné, ont découvert que ces mondes étaient très poreux avec une densité proche de celle de l'eau. L'énergie d'un impacteur sera en partie dissipé par l'écrasement des parties poreuses.

### Don Quichotte, première proposition d'impacteur (2005-2007)
En 2004, l'Agence spatiale européenne (ESA) demande à un panel de spécialistes d'élaborer des concepts de mission spatiale visant à gérer le risque d'impact d'un objet géocroiseur. Certaines missions proposées ont pour objectif d'étudier la structure d'un astéroïde. La mission baptisée Don Quichotte se propose d'évaluer une méthode de déviation de la trajectoire d'un astéroïde "tueur", reposant sur l'énergie cinétique transmise par un engin spatial venant s'écraser à sa surface. La mission comprend un impacteur baptisé Hidalgo et un orbiteur baptisé Sancho chargé de mesure l'effet de la déviation. Faute de budget, ce projet ne dépasse pas la phase de conception,.

## Historique du projetDART

### Échec du premier projet conjoint NASA-ESA AIDA (2013-2016)

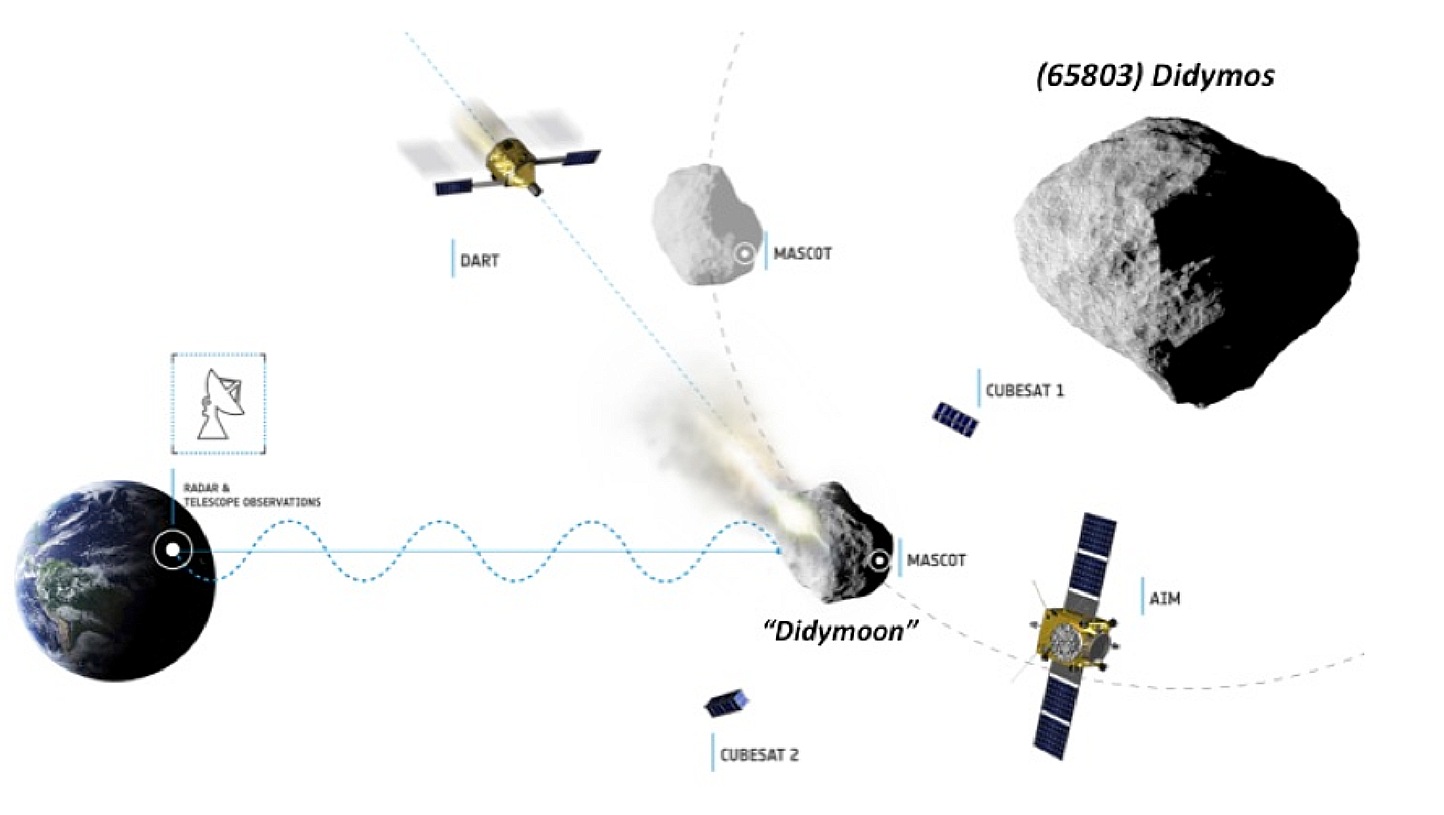
Scénario initial (AIM+DART) de la mission AIDA.

Début 2013, l'Agence spatiale européenne (ESA) et la NASA décident de développer une mission conjointe destinée à évaluer la méthode de déviation d'un objet géocroiseur reposant sur l'utilisation d'un impacteur, qui reprend les objectifs de la mission Don Quichotte élaborée une décennie plus tôt. Cette collaboration, baptisée AIDA, comprend l'impacteur DART (Double Asteroid Redirection Test) développé sous la supervision de l'agence spatiale américaine et un orbiteur AIM (Asteroid Impact Monitoring) développé par l'ESA et chargé d'analyser les effets de l'impact.⋅ Mais, en décembre 2016, l'Agence spatiale européenne décide d'abandonner sa participation au projet, c'est-à-dire le développement de AIM à la suite d'une décision de l'Allemagne qui choisit de financer prioritairement le projet ExoMars.

### Développement du projetDART(2017-2021)

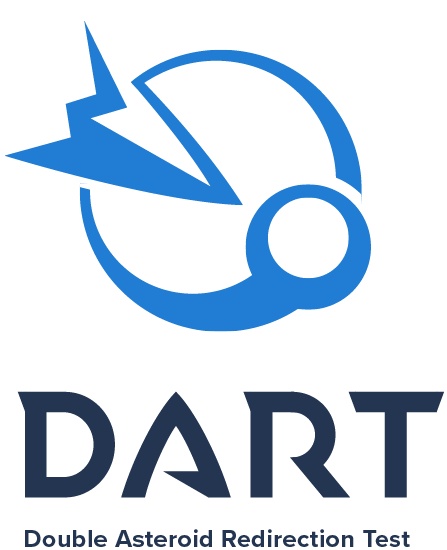
Logo de la mission DART.

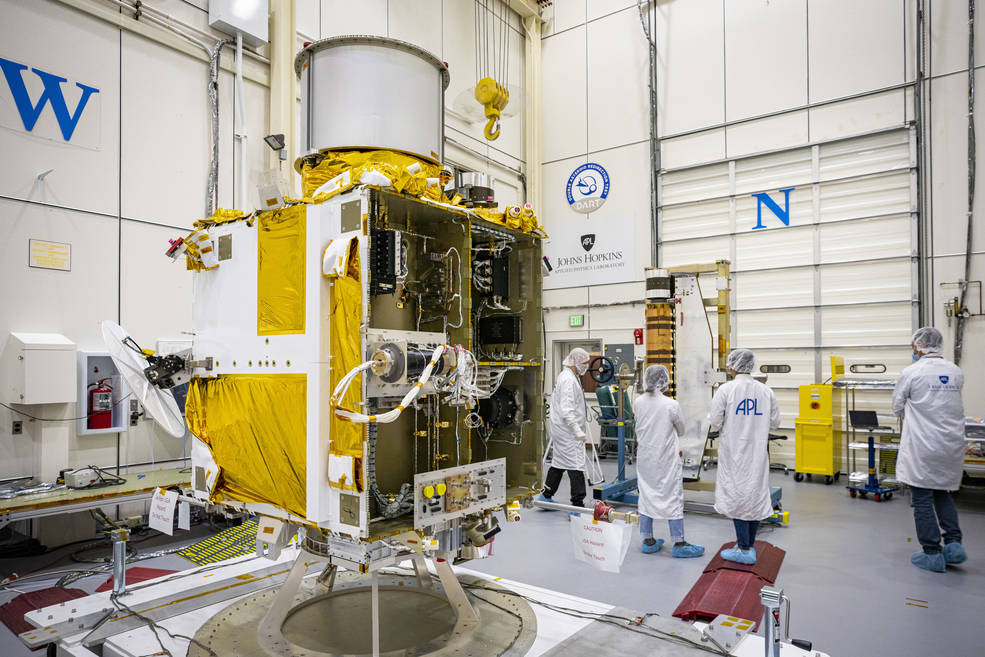
Les panneaux solaires et la caméra Draco en cours d'installation sur l'engin spatial (juin 2021 au moment de l'impact ce qui facilite les observations terrestres).

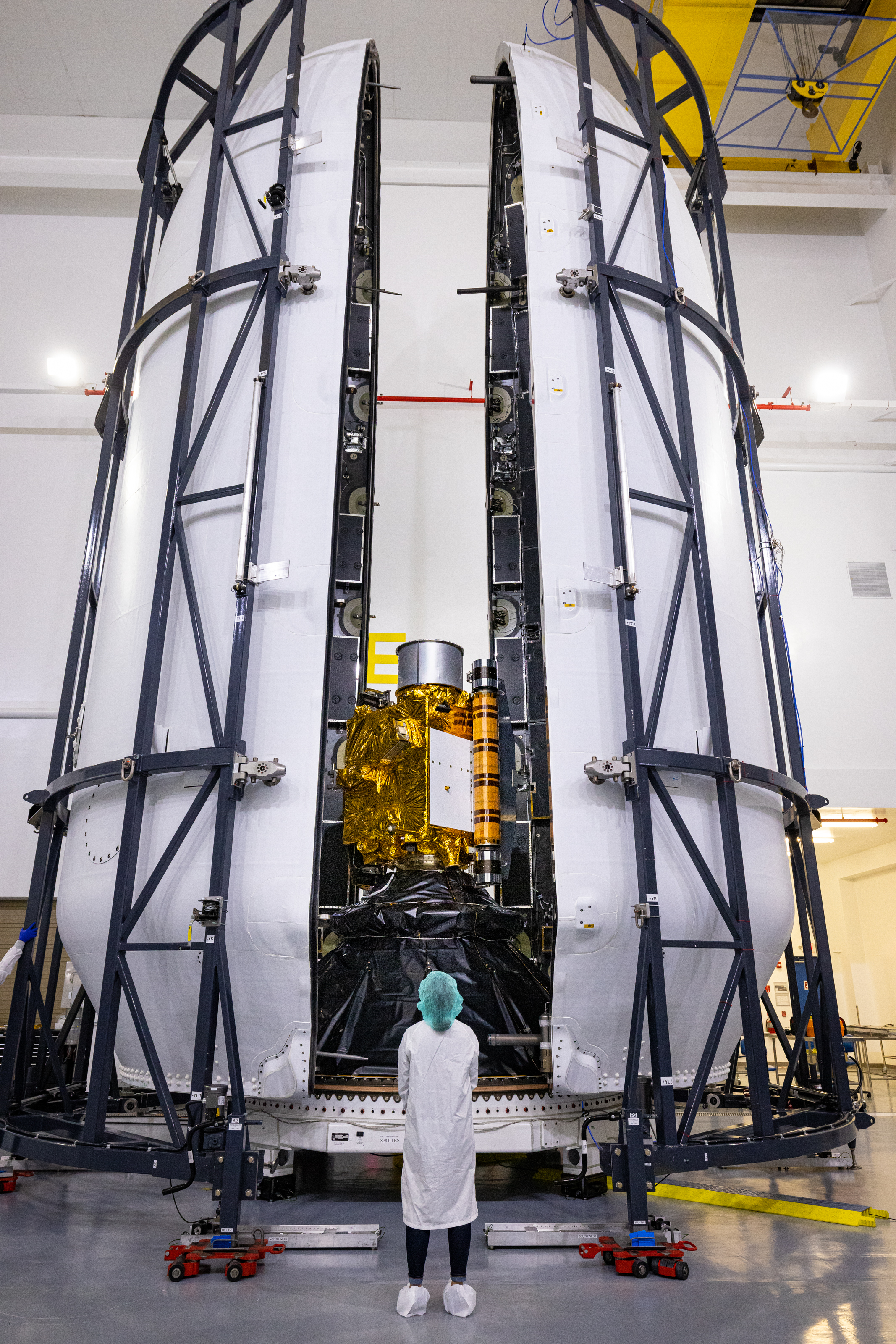
DART, qui est la seule charge utile du vol, occupe une faible fraction du volume de la coiffe de son lanceur.

À la suite de l'annulation de sa participation au projet Aida par l'Agence spatiale européenne, la NASA décide de poursuivre seule le développement de l'impacteur DART. Des observatoires terrestres seront chargés d'analyser le résultat et de remplir le rôle que devait prendre en charge l'engin européen AIM. La réalisation de la mission est confirmée par son inscription dans le plan stratégique de défense planétaire des États-Unis, défini par un rapport inter-agences du National Science and Technology Council (comité conseillant l’exécutif américain dans le domaine scientifique) et publié en décembre 2016. Il est prévu à l'époque que DART soit lancé en 2021,.
À l'issue d'une phase de conception de la mission, la NASA donne son feu vert en juin 2017 et le projet entre dans une phase d'implémentation. La conception détaillée et la fabrication de DART sont confiées au laboratoire Applied Physics Laboratory (APL) de l'université Johns-Hopkins, qui dispose d'une longue expérience dans le développement de sondes spatiales. À la NASA le projet est piloté par le centre de vol spatial Marshall avec la participation de plusieurs autres établissements de l'agence spatiale (JPL, Goddard, Johnson). La phase de fabrication débute en fin juillet 2018. La fusée Falcon 9 est sélectionné en avril 2019 pour le lancement de DART.
L'astéroïde Dimorphos, faisant partie de l'astéroïde binaire (65803) Didymos, a été choisi comme cible pour l'impacteur DART. Pour les besoins de la mission, une campagne internationale d'observations de Dimorphos débute en 2019. Elle est coordonnée par Cristina Thomas de l'Université de l'Arizona du Nord. Les caractéristiques de l'orbite sont connues avec peu de précisions car cet objet de très petite taille (un peu plus de 100 mètres de diamètre) est difficilement observable même avec les télescopes les plus puissants. Or ces informations sont cruciales à la fois pour que l'impact se produise de la manière la plus efficace et la mieux contrôlée (la quantité de carburant emportée par DART ne permet pas de modifier de manière importante l'heure d'arrivée une fois l'engin spatial en route vers sa cible) et pour mesurer précisément le changement d'orbite induit par l'impact. Plus d'une dizaine de télescopes, parmi les plus puissants de la planète, allant du Discovery Channel Telescope de 4,3 mètres de diamètre (Arizona) au Gran Telescopio Canarias de 10,4 mètres de diamètre dans les Îles Canaries (Espagne) en passant par l'observatoire du pic du Midi, sont mobilisés durant plusieurs nuits pour obtenir des informations plus précises,.
Initialement deux fenêtres de lancement sont envisagées pour la mission DART : la première court du 21 juillet au 24 août 2021, tandis qu'une fenêtre secondaire (de secours) s'ouvre le 24 novembre et se referme le 15 février 2022. En février 2021, la fenêtre primaire est abandonnée parce qu'elle présente trop de risques : l'épidémie de Covid a entraîné un retard dans la livraison des panneaux solaires ROSA et les caractéristiques de l'instrument DRACO ont du être modifiées pour résister aux forces subies lors du lancement.
Le coût total de la mission est évalué en 2021 à 329,5 millions US$ dont 68,8 millions pour le lancement et 16,5 millions pour les opérations en vol d'une durée d'environ un an.

### Réactivation du programme Aida: la mission Hera de l'Agence spatiale européenne (2019)
En 2019, à la demande de plusieurs pays membres, l'Agence spatiale européenne entreprend les études d'un remplaçant pour AIM qui est baptisé Hera. Celui-ci reprend tous les objectifs assignés à AIM mais ne sera pas prêt à temps pour observer l'impact de DART sur l'astéroïde. Hera, dont le lancement est prévu en 2024, doit étudier les effets de l'impact de DART sur Didymos tout à la fin de 2026 soit quatre ans après que celui-ci s'est produit. Le projet intègre une dimension scientifique importante (étude d'un astéroïde binaire et d'un astéroïde de très petite taille),. La mission est approuvée par le conseil des ministres européens en novembre 2019. En septembre 2020, l'agence spatiale européenne confie la construction de l'engin spatial à un consortium d'entreprises menés par la société allemande OHB dans le cadre d'un contrat de 129,4 millions euros. Le volet scientifique est pris en charge par plusieurs laboratoires européens, dont l'observatoire de la Côte d'Azur dont fait partie le responsable scientifique de la mission, Patrick Michel.

## Cible: l'astéroïde binaire Didymos

### Critères de sélection
Pour déterminer l'effet de l'impact sur l'astéroïde et remplir l'objectif principal de la mission, les scientifiques vont mesurer le changement de période orbitale induit. DART doit s'écraser sur le plus léger, donc le plus petit, des deux corps du système astéroïdal binaire (65803) Didymos, avec son satellite Dimorphos (un système astéroïdal est un ensemble d'au moins deux astéroïdes gravitant ensemble autour de leur centre de masse commun). Didymos est un des 158 systèmes astéroïdaux identifiés dans le Système solaire (au recensement de 2014). Bien qu'étant un objet géocroiseur (à la fois de la classe Apollon et d'Amor), Didymos et Dimorphos ne présentent aucune menace pour la Terre dans les 100 ans à venir, y compris après l'écrasement de DART à sa surface.
Le choix d'un système astéroïdal binaire résulte de la nécessité de mesurer avec précision l'effet de l'impact sur l'astéroïde. Compte tenu du rapport de masse et malgré la vitesse très importante de l'engin spatial, le changement de trajectoire produit par l'impact est très faible et donc difficile à mesurer : sur un astéroïde non binaire de taille similaire à Didymos, le changement de période orbitale induit par l'impact serait approximativement de 0,000006 % et il faudrait plusieurs années pour mesurer cet effet. L'impact sur le compagnon de Didymos, Dimorphos, devrait changer sa période orbitale autour de Didymos d'environ 1 %, effet qui pourra être mesuré en quelques mois voire quelques semaines. Pour mesurer celle-ci, les astronomes observent les variations de luminosité de Didymos lorsque son satellite Dimorphos passe entre la Terre et elle. Parmi les astéroïdes binaires existants, Didymos a été retenu parce qu'il passe non loin de la Terre (0,07 au, soit 11 millions kilomètres) à la date choisie pour l'impact, ce qui facilite les observations terrestres et le déroulement des opérations. Par ailleurs, Didymos est un astéroïde de type S représentatif des astéroïdes susceptibles de constituer un risque pour la Terre,,.

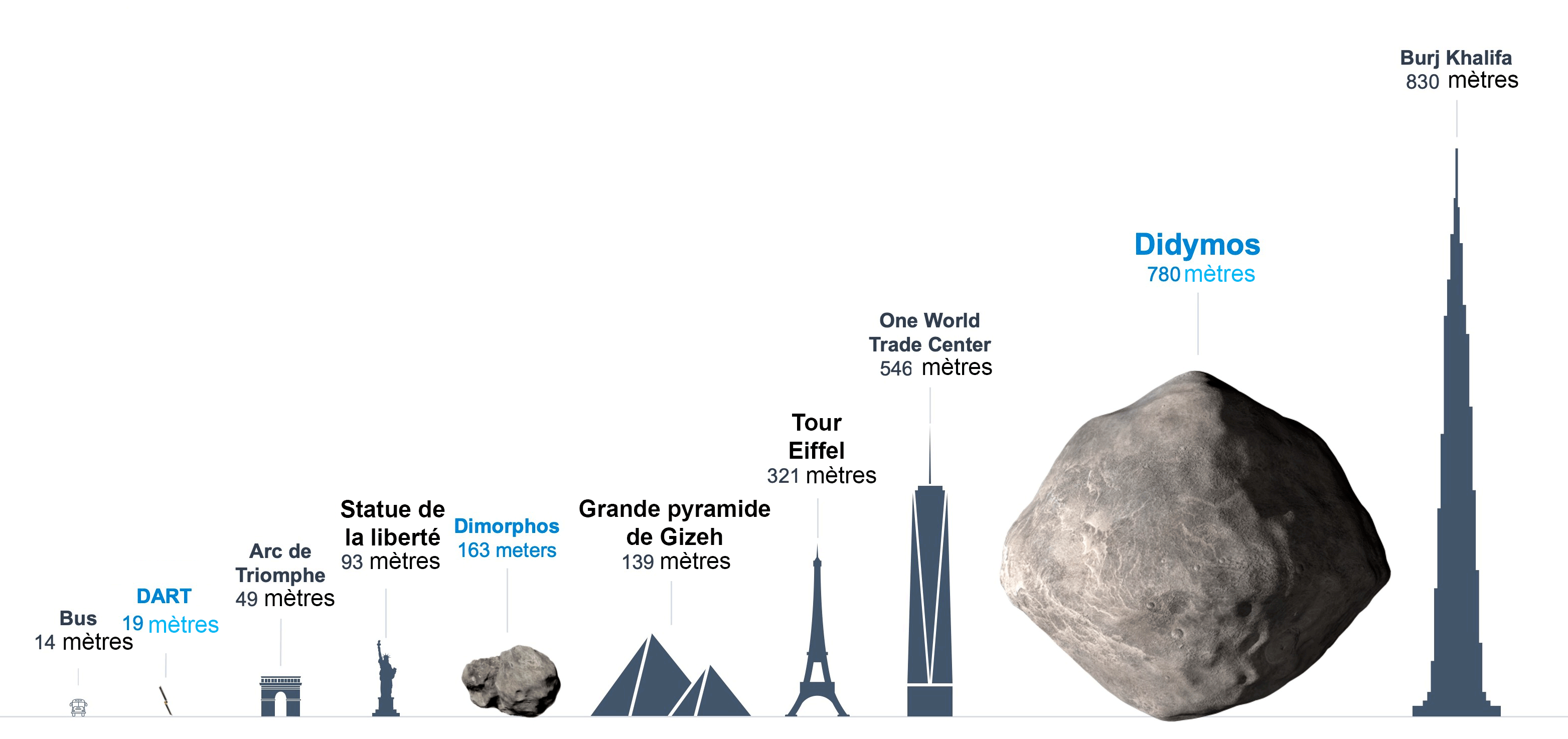
Tailles de Dimorphos et Didymos comparées à celles de quelques grands monuments.

### Caractéristiques orbitales et physiques
Didymos est un astéroïde géocroiseur de type Apollon qui boucle une orbite complète autour du Soleil en 770 jours. Son orbite très elliptique s'étend au-delà de Mars (2,27 Unités Astronomiques) et, lorsqu'il est au plus près du Soleil, il recoupe l'orbite terrestre à son apogée : sa distance au Soleil est alors de 1,013 3 au contre 1,016 17 au pour la Terre. Il est composé d'un corps primaire de 780 mètres de diamètre dont la période de rotation est de 2,26 heures. Les images radar ont permis de déterminer que sa forme était celle d'une toupie, avec un renflement marqué au niveau de l'équateur. Le corps secondaire nommé Dimorphos a un diamètre de 160 mètres. Il orbite autour de Didymos à une distance de 1,18 km, avec une période de 11,92 heures (vitesse de 17 centimètres par seconde). Sa vitesse de rotation est sans doute identique à la durée de sa période orbitale autour de Didymos, ce qui le maintient toujours tourné vers le corps parent. Le petit astéroïde est de forme légèrement allongée, avec l'axe long pointé vers Didymos,,.

## Objectifs de la mission

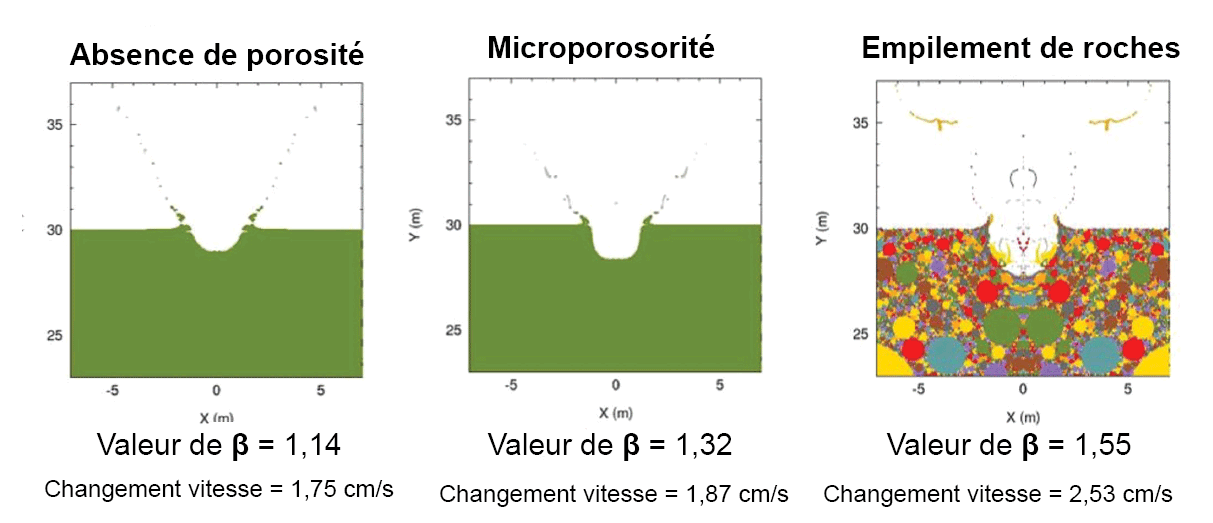
Comparaison des résultats de trois simulations de collision d'un projectile avec des astéroïdes caractérisés par des porosités différentes. Le coefficient β mesure le rapport entre la poussée totale et celle résultant directement de l'impact. Le changement de vitesse de Dimorphos résultant est indiqué. La mission doit contribuer à vérifier le résultat de ces simulations.

La mission DART s'inscrit dans le plan stratégique de défense planétaire contre les géocroiseurs que la NASA a publié en 2018.
La mission DART doit permettre de valider les effets d'un impact sur un astéroïde qui sont difficiles à reproduire en laboratoire. Or il est essentiel d'anticiper ceux-ci pour pouvoir dimensionner l'impacteur et modifier la trajectoire de la manière voulue. La vitesse à laquelle se produit l'impact (24 000 km/h) et l’énorme différence de masse entre l'impacteur et l'astéroïde rendent très difficile la modélisation des effets de l'impact par des simulations informatiques. Par ailleurs l'impact de DART, en creusant un cratère à la surface de l'astéroïde, va éjecter entre 10 et 100 tonnes de matériaux dans l'espace. Cette éjection vient accroitre de manière importante la poussée résultant directement de l'impact mais la valeur de cette poussée (coefficient multiplicateur bêta, β, mesurant le rapport entre la poussée totale et celle résultant directement de l'impact) est difficile à estimer : bêta pourrait atteindre la valeur de deux. Enfin les caractéristiques physiques de l'astéroïde (cohésion du sol, porosité...) ont un effet direct sur la quantité de matériaux éjectés or ces propriétés sont inconnues pour la plupart des astéroïdes et notamment pour la cible de ce test : Dimorphos. Les scientifiques du projet estiment que la poussée résultant de l'impact de DART pourrait être doublée par l'éjection de matériaux dans l'espace. Les objectifs principaux de la mission sont les suivants,,, :
- valider un système de guidage autonome permettant de frapper une cible de 150 mètres de diamètre en son centre. La cible est très petite et visible par la caméra de DART uniquement une heure avant l'impact. La mission doit valider le fonctionnement du logiciel SMART Nav chargé de guider sans intervention humaine l'impacteur vers son objectif ;
- parvenir à générer un changement de la période orbitale de Dimorphos supérieur à 73 secondes ;
- parvenir à mesurer le changement d'orbite de l'astéroïde avec une précision inférieure à 7,3 secondes ;
- mesurer le facteur bêta (β) reflétant la proportion de changement de vitesse de Dimorphos découlant de l'éjection de matériaux.

DART est également utilisé pour tester plusieurs technologies spatiales dans un contexte opérationnel :
- des cellules solaires (Transformational Solar Array) qui associées avec des concentrateurs permettent de produire trois fois plus d'énergie que les cellules solaires classiques ;
- le moteur ionique NEXT-C dont c'est la première utilisation dans l'espace.

## Déroulement de la mission

### Lancement et transit vers Didymos

Trajectoires respectives de DART et de Didymos :
DART
Dimorphos
Terre
Soleil
2001 CB21
(3361) Orphée

La sonde spatiale DART est placée sur orbite par un lanceur Falcon 9 (version réutilisable qui compte déjà deux vols) décollant de la base de lancement de Vandenberg le 24 novembre 2021 (UTC) dès le premier jour de la fenêtre de lancement qui s'ouvrait le 23 novembre 2021 pour se refermer le 15 février 2022. Il s'agit de la première utilisation d'une version réutilisable de la fusée pour le lancement d'une sonde spatiale interplanétaire. La NASA avait envisagé que DART soit placé en orbite en tant que charge utile secondaire mais l'agence spatiale y a renoncé en 2019 et la sonde spatiale est le seul occupant logé sous la coiffe de la fusée Falcon 9. L'engin spatial est lancé avec un azimut sud pour permettre la récupération du premier étage sur une plateforme. Durant le fonctionnement du deuxième étage l'inclinaison de la trajectoire est corrigée de 20°. Après l'extinction du second étage, dans un premier temps, DART est placé sur une orbite de parking autour de la Terre (230 × 300 km × 64,7°). Puis le deuxième étage est rallumé 25 minutes plus tard et il injecte DART sur une orbite héliocentrique (263 × 135 281 km × 64,7 km, C3 = 6,52 km2/s2) qui doit lui permettre de rejoindre Didymos. À la fin de cette phase propulsive, le deuxième étage du lanceur est largué et les panneaux solaires sont déployés. Le premier étage du lanceur revient se poser sur une plateforme positionnée dans l'Océan Pacifique au large de la Californie. La phase de transit jusqu'à l'objectif dure environ neuf mois. Vers le 6 mars 2022 la sonde spatiale doit passer non loin de l'astéroïde 2001 CB21 (578 mètres de diamètre). Elle met à profit ce survol pour étalonner ses capteurs,,,,.

### Déroulement de l'impact
En août 2022, une équipe de la NASA réalise une campagne d'observation durant six nuits consécutives à l'aide des télescopes terrestres les plus puissants pour confirmer les calculs de l'orbite de Dimorphos autour de Dydimos et valider la trajectoire de DART. Un mois avant l'impact, la caméra de DART détecte le système Didymos et affine sa trajectoire. Le 15 septembre, soit 15 jours avant l'impact, le nanosatellite LICIACube est éjecté par un système de ressort et il s'écarte du vaisseau mère à une vitesse d'environ 14 m/s. Quatre heures avant l'impact, DART devient complètement autonome et met en œuvre son système de guidage SMART Nav. Trois heures avant l'impact, alors que la cible est à 176 000 km, DART effectue un inventaire des objets présents près de la cible. La trajectoire définitive est figée 90 minutes avant la collision alors que l'astéroïde se trouve à 38 000 km.

Dernières images prises avant l'impact
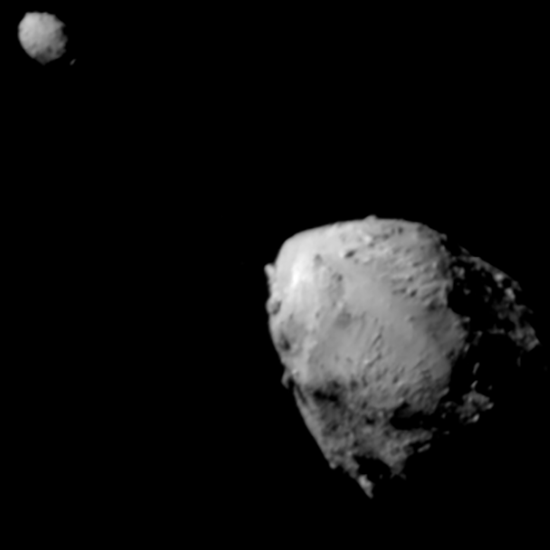
Didymos et Dimorphos photographiés 2,5 minutes avant l'impact.
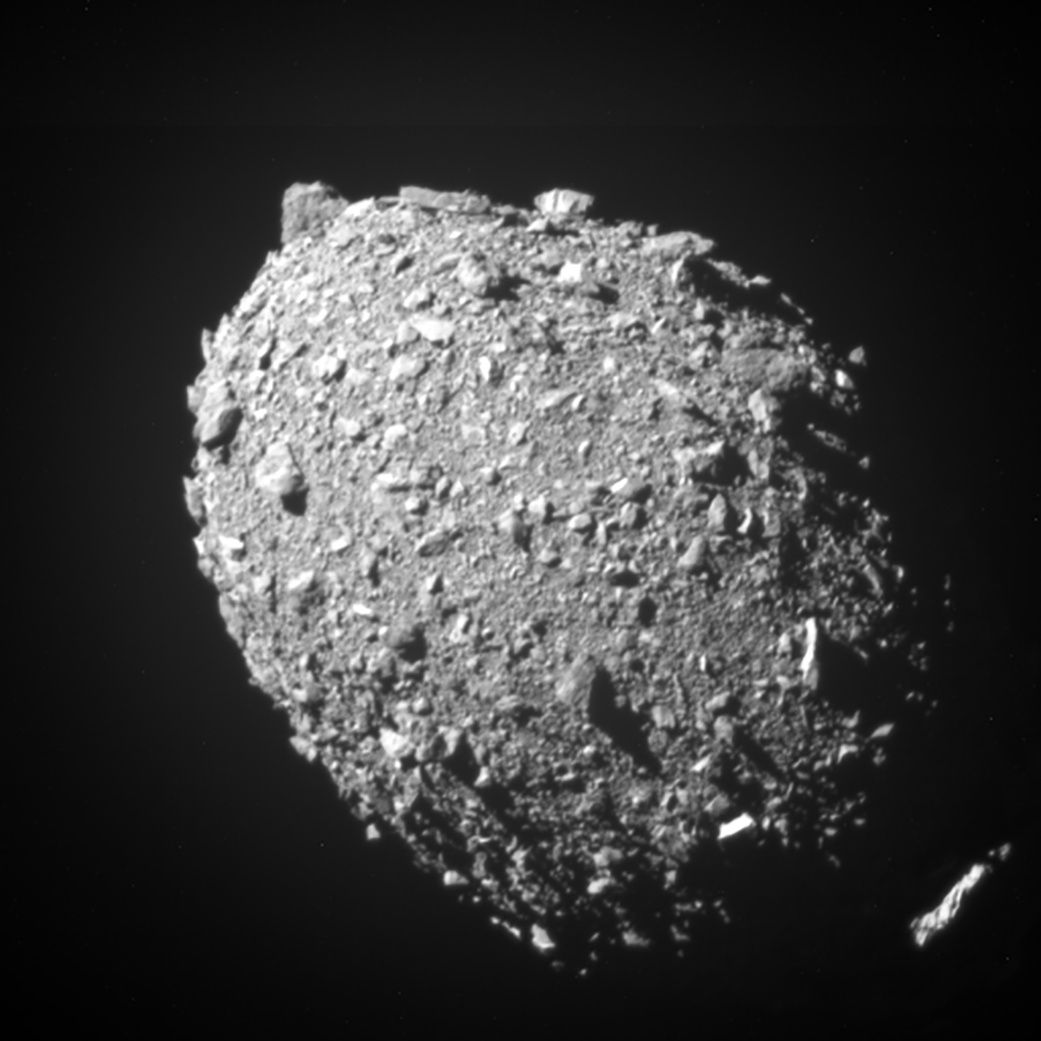
Vue d'ensemble la plus détaillée de Dimorphos.
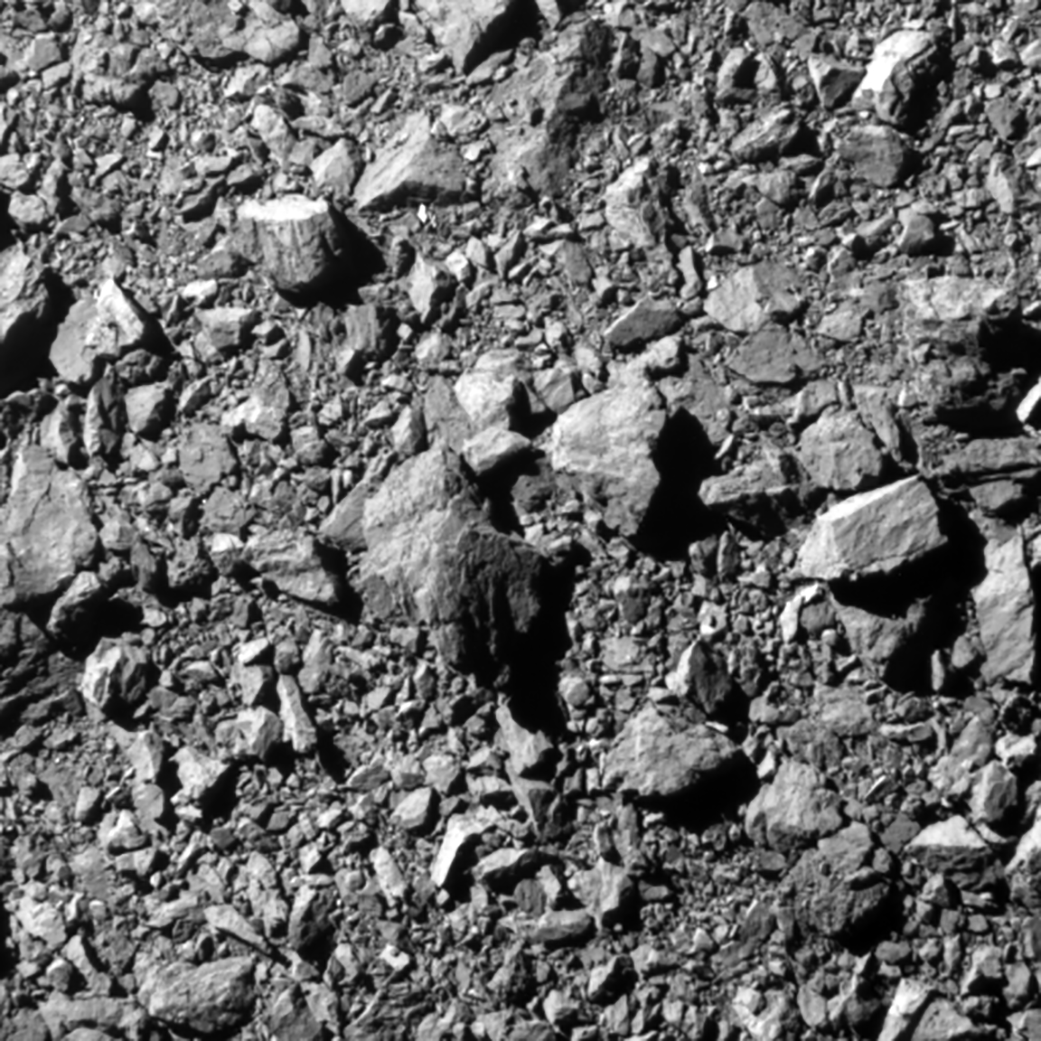
Dernière vue de Dimorphos, réalisée deux secondes avant l'impact, d'une distance de 12 kilomètres. La portion de terrain photographié est large de 31 mètres.

Dimorphos commence à être observable (1,4 pixels) alors que la sonde spatiale se trouve à 24 000 kilomètres de distance. Jusqu'à l'impact, DRACO prend en continu des images de la surface de l'astéroïde qui sont transmises vers la Terre en temps réel. Dans les dernières minutes, les corrections de trajectoire ne sont plus autorisées pour que les images prises par DRACO (les seules à fournir une vue détaillée de la surface de Dimorphos) restent nettes (du fait de la longueur des panneaux solaires, chaque utilisation de la propulsion entraîne des vibrations qui rendent les images floues). La dernière image, transmise deux secondes avant l'impact, montre le sol de l'astéroïde jonché de blocs de toutes tailles avec une très bonne résolution spatiale (la largeur du terrain photographié est de 31 mètres). L'impact a lieu le 26 septembre 2022 à 23 h 14 (UTC) (le 27 septembre à 1 h 14 heure française) à une vitesse relative de 6,58 km/s (23 700 km/h). La NASA estime que le point d'impact se situe à environ 70 mètres du lieu visé. L'impact sur Dimorphos (masse de 4,8 milliards de kilogrammes) devrait diminuer de dix minutes sa période orbitale de 11,92 heures,,,,.

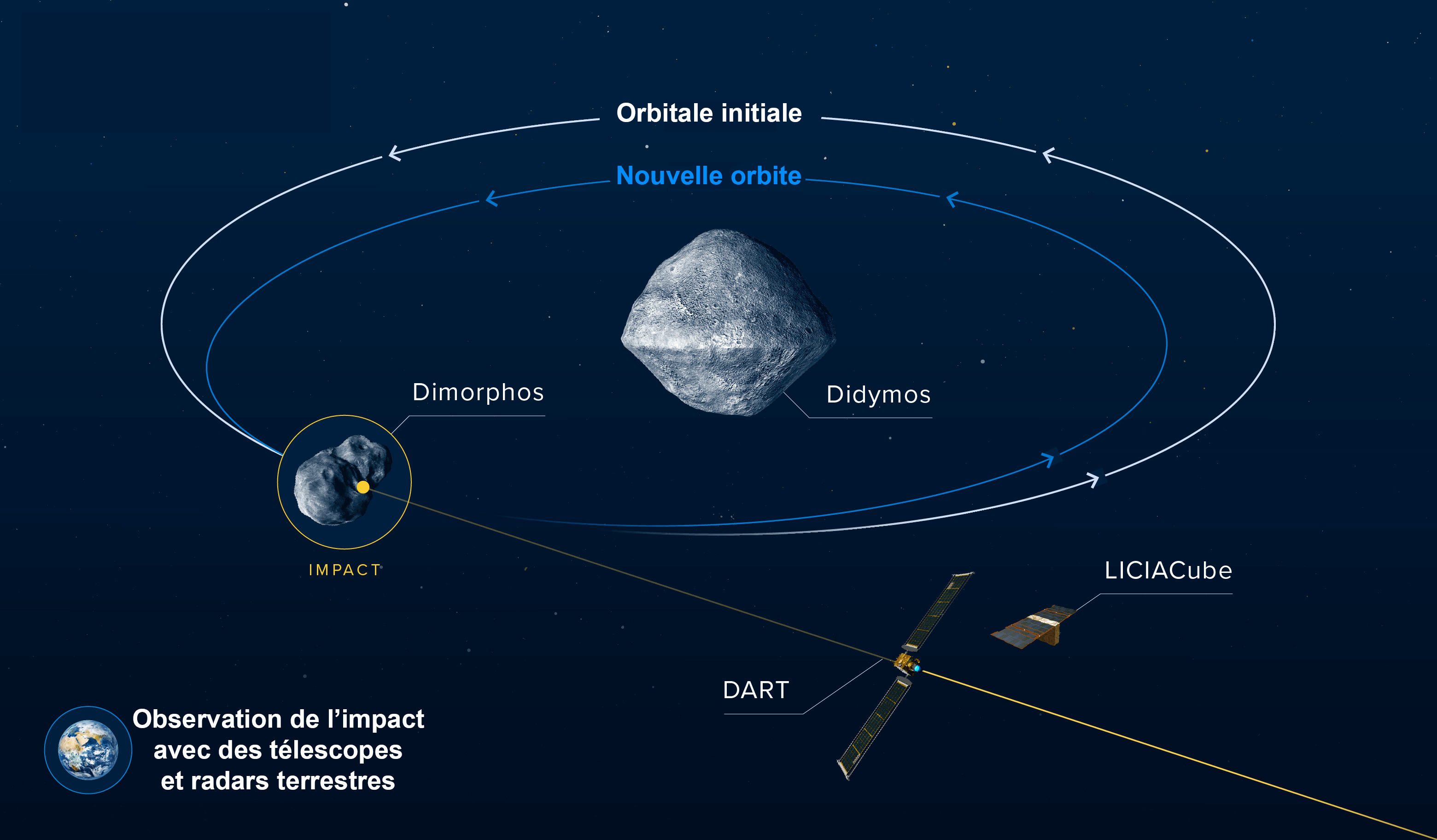
Déroulement de l'impact.

| Date (avant impact) | Distance  | Taille astéroïdes (caméra DRACO)            | Événement                                                                                   |
| ------------------- | --------- | ------------------------------------------- | ------------------------------------------------------------------------------------------- |
| T-30 jours          |           |                                             | La caméra détecte Didymos                                                                   |
| T-10 jours          |           |                                             | Ejection du nano-satellite LICIACube qui manœuvre pour éviter de s'écraser sur l'astéroïde. |
| T-4 heures          |           |                                             | Début de la navigation autonome (logiciel SMART Nav)                                        |
| T-60 min.           | 24 000 km | Didymos : 6,5 pixels Dimorphos : 1,4 pixels | La caméra détecte Dimorphos                                                                 |
| T-4 min.            | 1 600 km  | Didymos : 99 pixels Dimorphos : 21 pixels   | Début dernière correction de trajectoire                                                    |
| T-2 min.            | 800 km    | Didymos : 99 pixels Dimorphos : 21 pixels   | Fin dernière correction de trajectoire                                                      |
| T-20 secondes.      | 130 km    | Dimorphos : 300 pixels                      | Les photos prises atteignent la résolution spatiale attendue.                               |
| T+3 minutes.        |           |                                             | Survol de l'astéroïde par LICIACube.                                                        |

## Résultats de la mission
La diminution de la période orbitale de Dimorphos constatée après l'impact est de 33 minutes, soit 4,6 % de celle-ci. Les résultats et les conséquences de l'impact sont fournis par trois sources : les photos prises par DART avant l'impact, les observations effectuées par le CubseSat LISIACube dans les minutes suivant cet événement et surtout les observations par les télescopes terrestres de l'impact et des modifications orbitales induites par celui-ci. Toutefois, les résultats de la mission ne seront entièrement connus que lorsque la mission européenne Hera se sera placée en orbite autour de Dydimos en 2026 et aura notamment pu collecter des données sur la structure de Dimorphos et le cratère formé par l'impact.

### Premières observations
Les dernières images prises par la caméra DRACO de DART montrent que Dimorphos a une structure oblongue découlant peut-être des forces de marée produites par Dydimos. Comme les astéroïdes Benou et Ryugu observés respectivement par les sondes spatiales OSIRIS-REx et Hayabusa 2, Dimorphos semble être constitué d'un empilement de roches de plus petite taille. Les premières images reçues de l'impact photographié par LISIACube montrent un nuage de débris spectaculaire également photographié par les télescopes terrestres,.

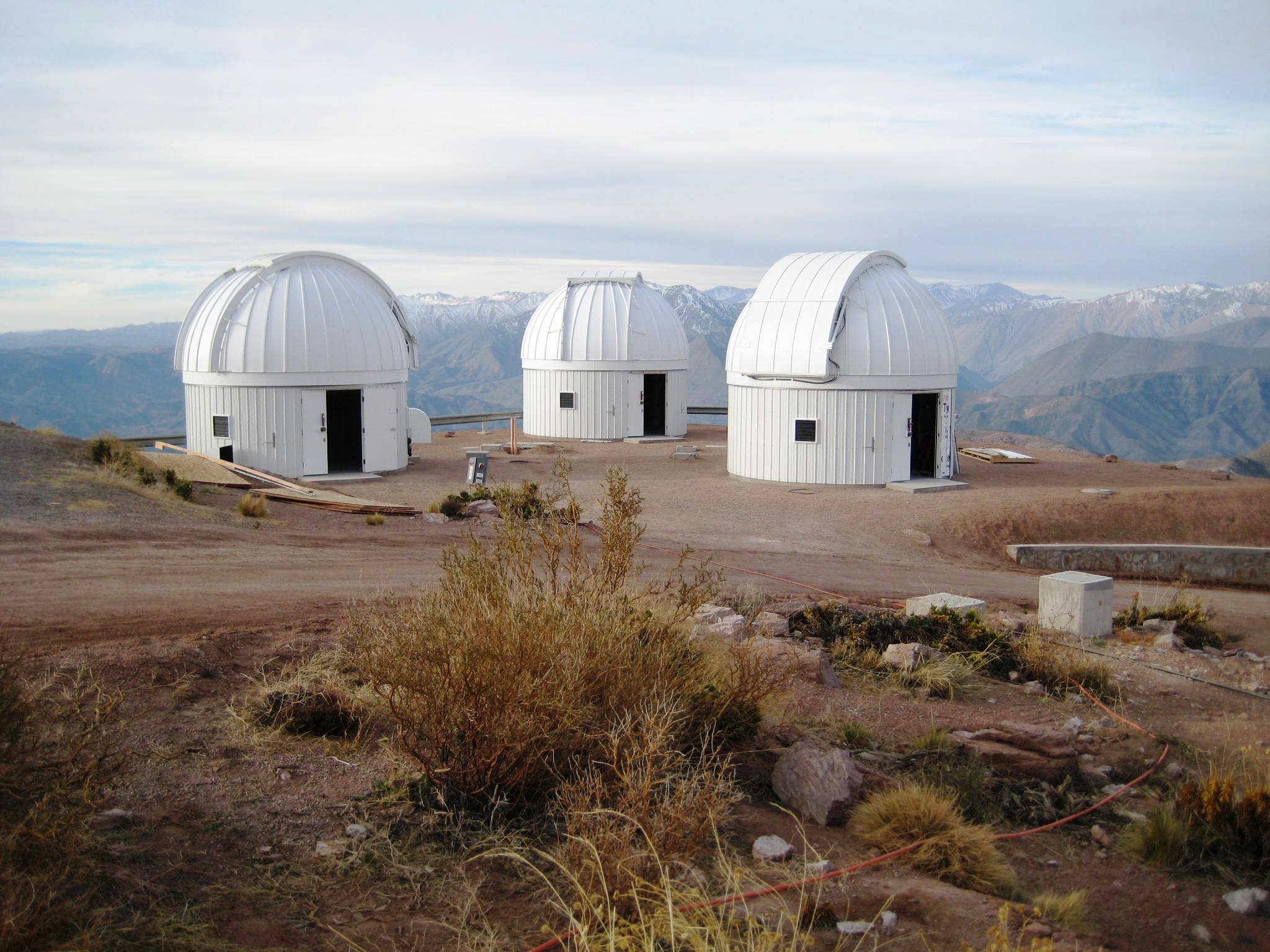
L'observatoire de Las Cumbres au Chili est un des télescopes terrestres mobilisés pour observer les conséquences de l'impact.

### Mesure de la déviation

#### Une mesure directe impossible
L'engin spatial a frappé Dimorphos dans le sens opposé au déplacement de l'astéroïde. L'angle exact de la trajectoire par rapport à la surface au moment de l'impact dépend de la topographie. À la suite de l'impact la vitesse orbitale de Dimorphos chute légèrement, ce qui a pour conséquence de réduire le rayon de son orbite autour de Didymos, d’augmenter sa vitesse orbitale et de diminuer sa période de révolution. La trajectoire de Didymos s'en trouve modifiée dans des proportions réduites, car la masse de Dimorphos est très inférieure à celle de Didymos. Toutefois ce changement de trajectoire de Didymos n'est pratiquement pas mesurable directement, car il est inférieur à l'incertitude existant sur les paramètres orbitaux connus.

### Mise en œuvre des observatoires terrestres
Au moment de l'impact Dimorphos se situait à environ 11,2 millions de kilomètres. Quatre grands observatoires optiques ont été mobilisés pour mesurer les effets de l'impact de DART sur Dimorphos : les observatoires Lowell, Magdalena Ridge, Las Cumbres et Las Campanas. Les radiotélescopes de Goldstone et de Green Bank ont également été utilisés (d'une résolution spatiale de 75 à 150 mètres à la distance où se trouvait Dimorphos au moment de l'impact). Le changement de la vitesse orbitale de Dimorphos (vitesse initiale de 0,177 m/s, nouvelle vitesse acquise de 0,179 m/s sur une orbite plus basse de 37 m) résultant de l'impact est obtenu en mesurant la nouvelle période orbitale plus courte de 33 minutes, l’altitude (plus exactement le demi-grand axe) par rapport au Didymos étant passée de 1 206 ± 35 m à 1 169 ± 34 m. Comme une mesure directe est impossible (Dimorphos est trop petit), elle a été déterminée en observant les variations de luminosité de Didymos (magnitude apparente de 14 à 15) lorsque son satellite Dimorphos passe entre la Terre et elle. C'était déjà cette méthode qui avait été utilisée pour déterminer la période orbitale avant impact. Ces observations se sont poursuivies jusqu'à mars 2023,.

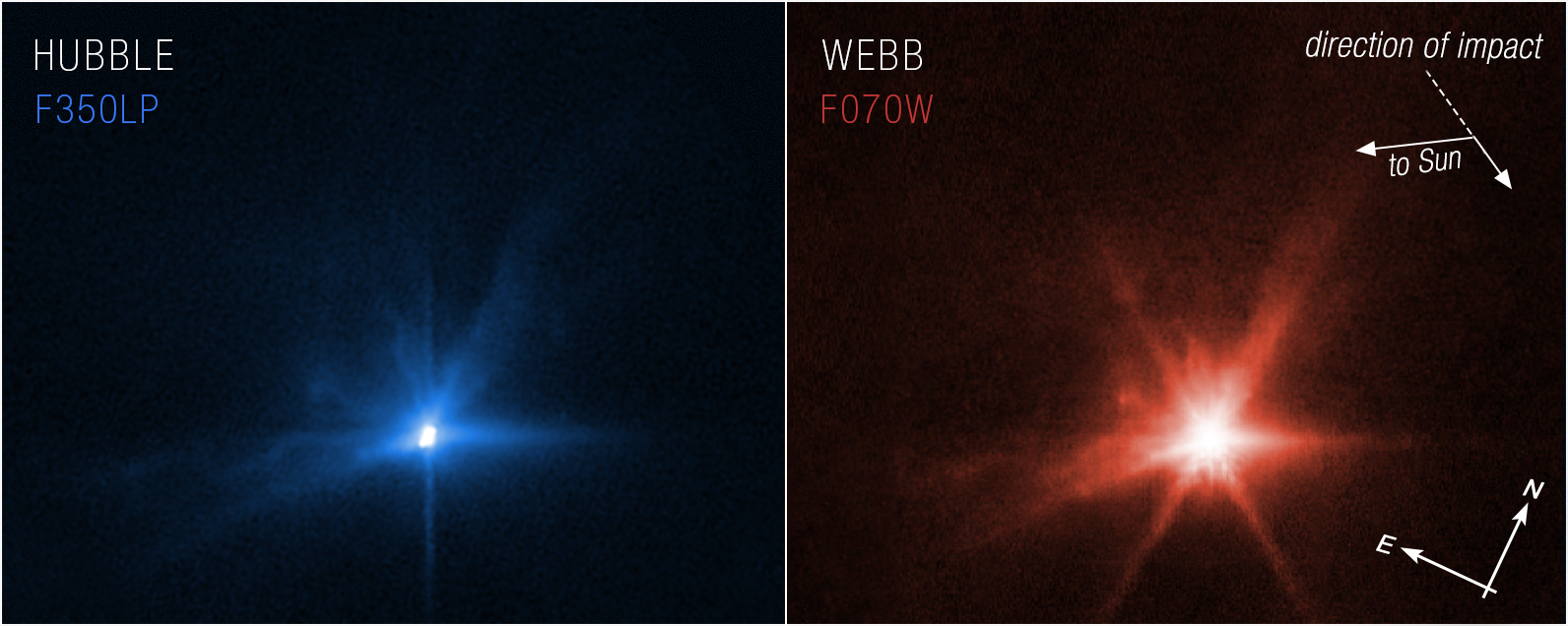
Les jets de matière photographiés par les télescopes spatiaux Hubble (en lumière visible : instrument WFC3) et James-Web (dans l'infrarouge : instrument NIRCam).

#### Valeur de la déviation observée

Animation montrant les résultats de l'impact, réalisée en enchaînant les photographies prises par le télescope spatial James Webb immédiatement avant l'impact puis jusqu'à cinq heures après.

Les observatoires terrestres ont permis de fournir un premier résultat dès le 11 octobre. Les publications dans Nature en mars 2023 ont permis de préciser que la période orbitale de Dimorphos autour de Dydimos a été diminuée de 33 minutes (de 11 h 55 min 17,3 s à 11 h 22 min 16 s), ce qui correspond à la fourchette haute des valeurs estimées. Celles-ci étaient peu précises, compte tenu du grand nombre d'inconnues (entre 73 secondes et quelques dizaines de minutes). Le processus à l'origine de cette modification de la période orbitale reste à élucider. Compte tenu de la structure de l'astéroïde (empilement de roches) découverte sur les dernières photos prises avant l'impact, il était attendu que l'impact ait peu d'effet sur la période orbitale. L'hypothèse émise est que les jets de matière qui ont été observés aient joué un rôle central dans ce résultat. Comme dans le cas des gaz éjectés par une fusée, ils auraient modifié la vitesse de l'astéroïde par conservation de la quantité de mouvement. Si la mission est un succès, elle ne signifie pas pour autant que la Terre dispose d'une méthode imparable pour détourner un astéroïde menaçant de s'écraser sur la Terre, mais elle permet d'esquisser le développement d'un système de défense planétaire reposant sur des intercepteurs cinétiques.

### Rôle du CubeSatLICIACube
Le CubeSat LICIACube modifie sa trajectoire avec sa propulsion de manière à survoler Dimorphos trois minutes après que DART s'est écrasé à sa surface. Le nano-satellite prend des photos de l'impact et de l'astéroïde puis transmet vers la Terre les images qu'il a recueillies. Le nano-satellite a pris des photos du panache produit par l'impact avec une résolution spatiale de deux mètres, du cratère d'impact afin d'en mesurer la taille et sa morphologie ainsi que de l'hémisphère de Dimorphos non touché (au moins trois photos de chacun de ces sujets).

### Première analyse en profondeur de l'expérience (mars 2023)
En mars 2023, une série de cinq articles est publiée dans la revue Nature, faisant un premier bilan de l'expérience,.
Le premier article, du laboratoire  APL, porte sur la reconstitution détaillée de l'impact, décrivant sa chronologie, sa localisation et la nature du site et apportant des précisions sur la taille et la forme de Dimorphos. Les auteurs soulignent que la réussite du système de navigation autonome, qui a permis d'atteindre une très petite cible avec une connaissance préalable limitée du contexte (éphémérides...), contribue à démontrer la viabilité de la méthode de l'impacteur cinétique. La mission a démontré qu'un astéroïde de quelques centaines de mètres de diamètre pouvait être intercepté sans opérations de reconnaissance préalable à condition de bénéficier d'un préavis d'au minimum quelques années (même si un préavis de quelques décennies était préférable).
Dans le deuxième article, de l'Université de l'Arizona, les auteurs ont utilisé deux approches différentes utilisant le spectre lumineux de l'impact et les observations radar pour évaluer le changement de période orbitale et aboutissent à des résultats similaires (33 minutes plus ou moins une minute). Cette forte variation comprend une composante significative découlant de l'éjection dans l'espace de grandes quantités de matériaux.
Les coauteurs du troisième article ont calculé le changement du moment cinétique transféré au moment de l'impact à l'astéroïde en mesurant le changement de la période orbitale de Dimorphos. Ils ont évalué le ralentissement instantané de la vitesse orbitale à 2,7 mm/s et évalué le coefficient d'amplification du changement orbital par l'éjection de matière à une valeur comprise entre 2,2 et 4,9, concluant que cette éjection a joué un rôle significativement plus important que l'impact proprement dit.

### Futures contributions de la missionHera
La sonde spatiale européenne Hera, qui doit se placer en orbite autour de Didymos en 2026, apportera les contributions suivantes :
- mesure précise de la masse de Dimorphos qui n'est connue que de manière approximative ;
- étude du cratère formé par l'impact : diamètre, profondeur...

## Caractéristiques techniques de l'engin spatial

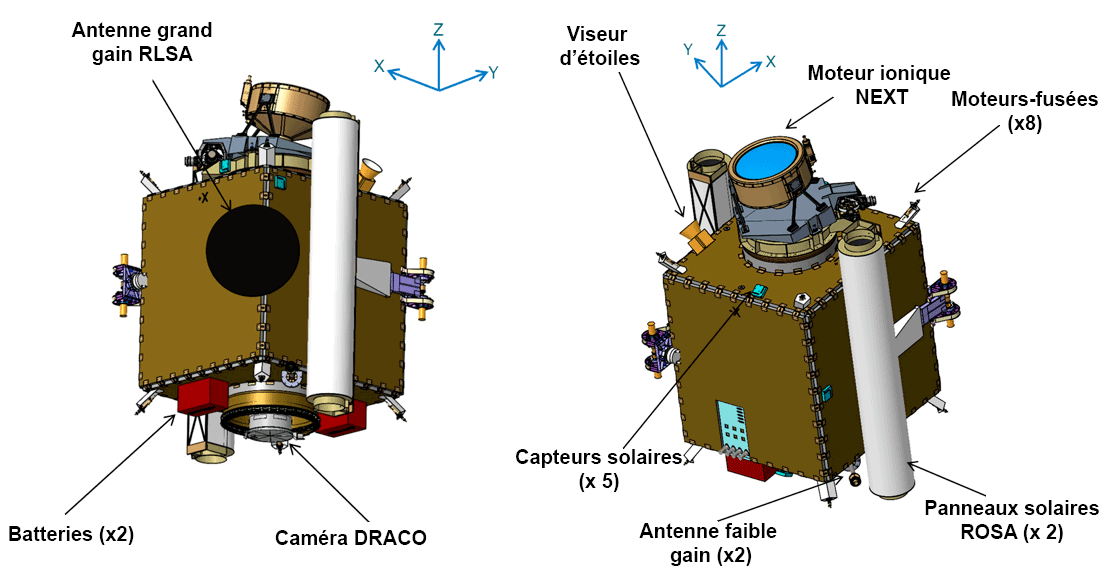
Schéma du satellite vu sous deux angles, les panneaux solaires non déroulés (cylindres blancs).

DART est un engin spatial d'environ 610 kg au lancement (550 kg au moment de l'impact) dont le corps a la forme d'un parallélépipède de 1,2 × 1,3 × 1,3 mètres de côté. Le seul instrument, la caméra DRACO, est logé au milieu de l'adaptateur qui permet de solidariser l'engin spatial et son lanceur. Le moteur ionique est fixé sur la face opposée. Différents appendices (antennes) portent les dimensions hors tout à 1,8 × 1,9 × 2,6 mètres. La sonde spatiale comporte deux panneaux solaires fixés de part et d'autre de la partie centrale d'une longueur unitaire de 8,5 mètres ce qui porte son envergure à 20 mètres. Pour alimenter ses systèmes de propulsion, la sonde spatiale emporte 50 kilogrammes d'hydrazine et 60 kilogrammes de xénon (il est prévu que DART n'en utilise au plus que dix kilogrammes). Pour limiter son coût, la plateforme de DART, qui est stabilisée 3 axes, a recours pour l'essentiel à des composants déjà utilisés sur d'autres engins spatiaux ou achetés « sur étagère »,,.

### Propulsion

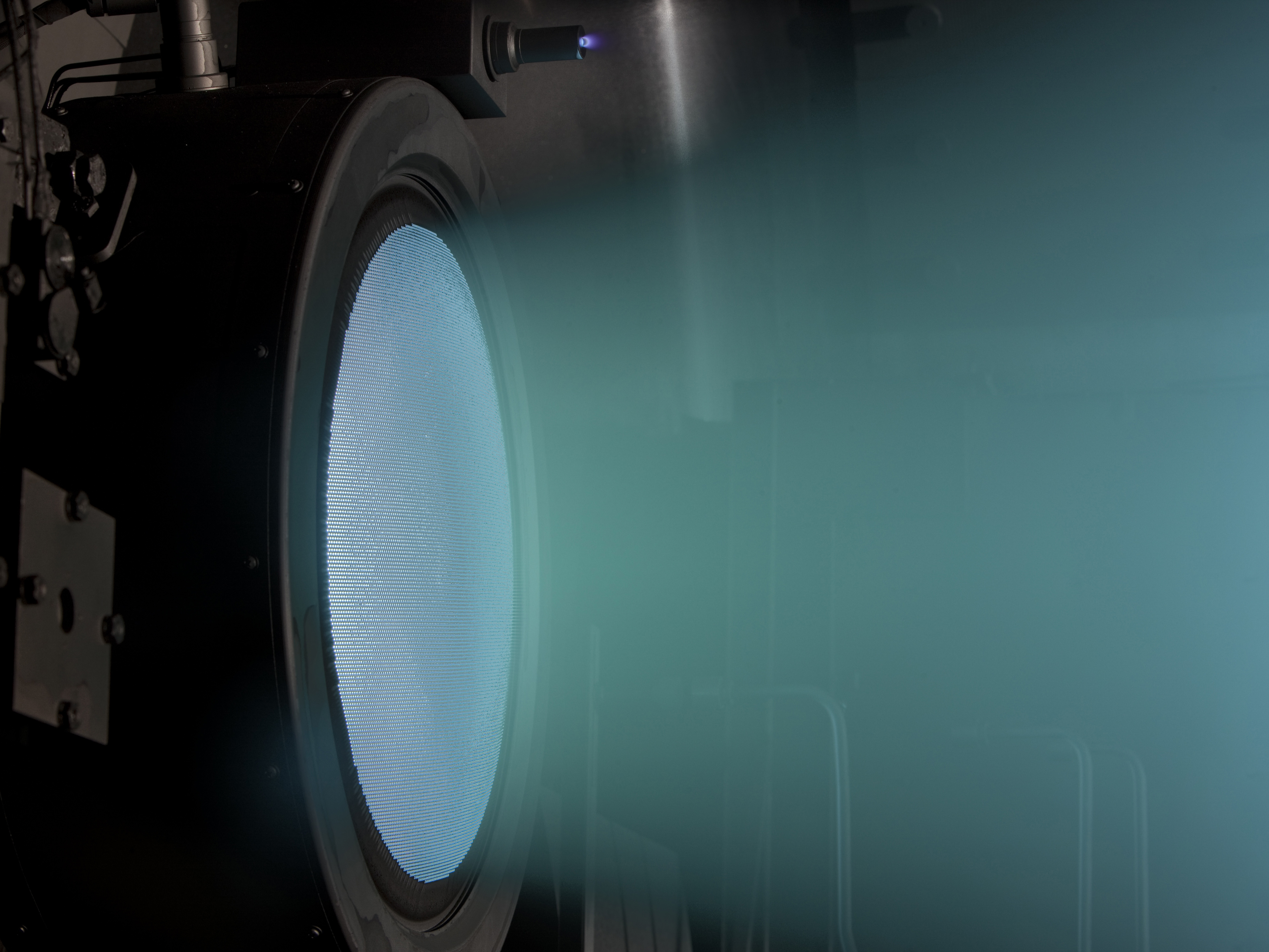
Le moteur ionique NEXT est testé dans une chambre à vide.

DART dispose d'un moteur ionique NEXT (NASA's Evolutionary Xenon Thruster) développé par le centre de recherche Glenn (établissement de la NASA) et la société Aerojet Rocketdyne qui est testé pour la première fois dans l'espace. Ce type de moteur produit une poussée en éjectant des ions qui ont été accélérés par des forces électrostatiques. Pour produire ce champ électrostatique, le moteur ionique de DART utilise l'énergie électrique produite par ses panneaux solaires. Les particules accélérées sont des atomes de xénon. NEXT est une version sensiblement fortement améliorée du moteur ionique NSTAR  qui a été utilisé avec succès par les missions spatiales Dawn et Deep Space 1 : sa puissance est environ trois fois supérieure. Il accélère le xénon à une vitesse de 40 kilomètres par seconde et peut fournir une puissance de 6,9 kW. Sa poussée est modulable et peut atteindre 236 millinewtons (92 mN pour NSTAR). Son impulsion spécifique atteint 4190 seconde (3 120 secondes pour NSTAR). Le moteur qui a été testé sur banc d'essais durant 48 000 heures en continu doit voler pour la première fois en propulsant DART,. Dans le cadre de cette mission, le système de propulsion ionique n'est mis en œuvre que pour vérifier son fonctionnement dans l'espace. Les principales manœuvres (modifications de la trajectoire et correction de l'attitude) sont réalisées par 16 petits moteurs-fusées à ergols liquides classiques brûlant un ergol hypergolique (hydrazine).

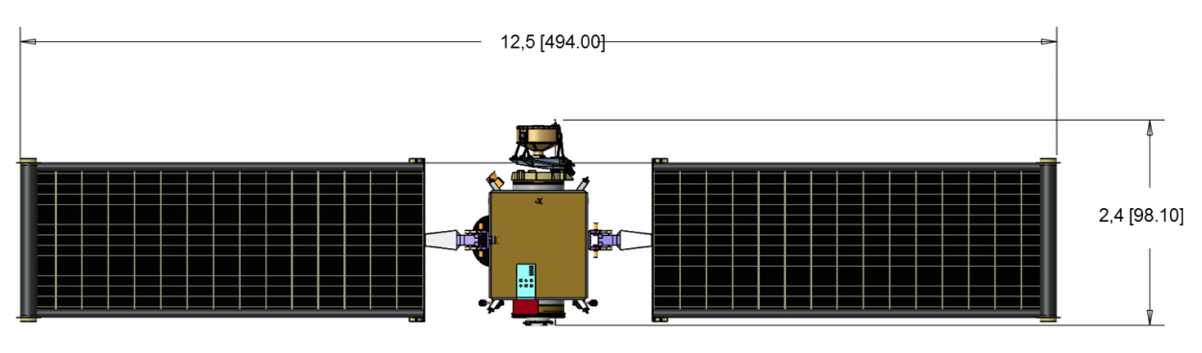
Diagramme de DART avec ses panneaux solaires ROSA déployés.

### Énergie

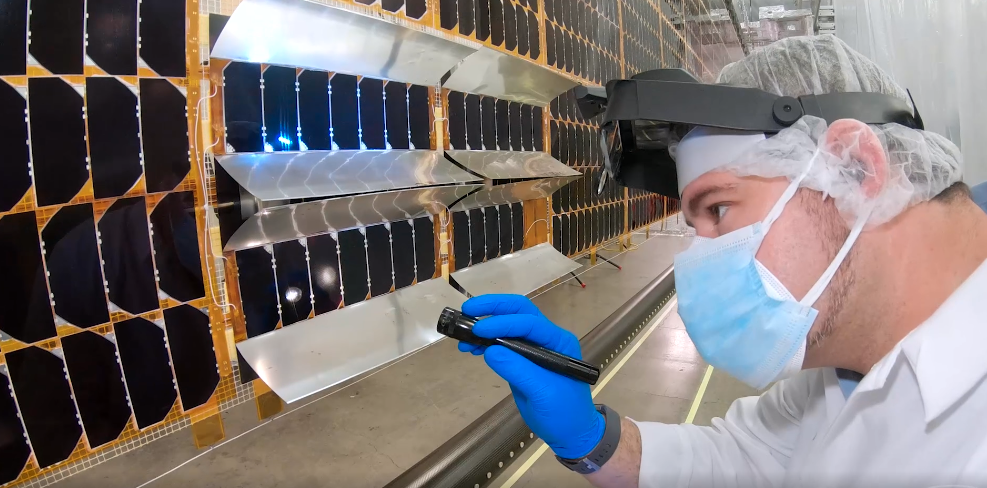
Cellules solaires expérimentales installées sur les panneaux solaires ROSA.

L'énergie est fournie par deux panneaux solaires déployés en orbite de type Roll-Out Solar Array (ROSA), qui ont une superficie totale de 22 m2 et produisent 6 600 watts. Ces panneaux solaires ont été utilisés pour la première fois de manière opérationnelle en 2021 pour fournir l'énergie de la Station spatiale internationale. Une petite portion de leur surface est utilisée pour tester une technologie utilisant des cellules solaires à haute performance et des concentrateurs réfléchissant qui permettent de multiplier par trois l'énergie produite,,.

### Charge utile: la caméra DRACO

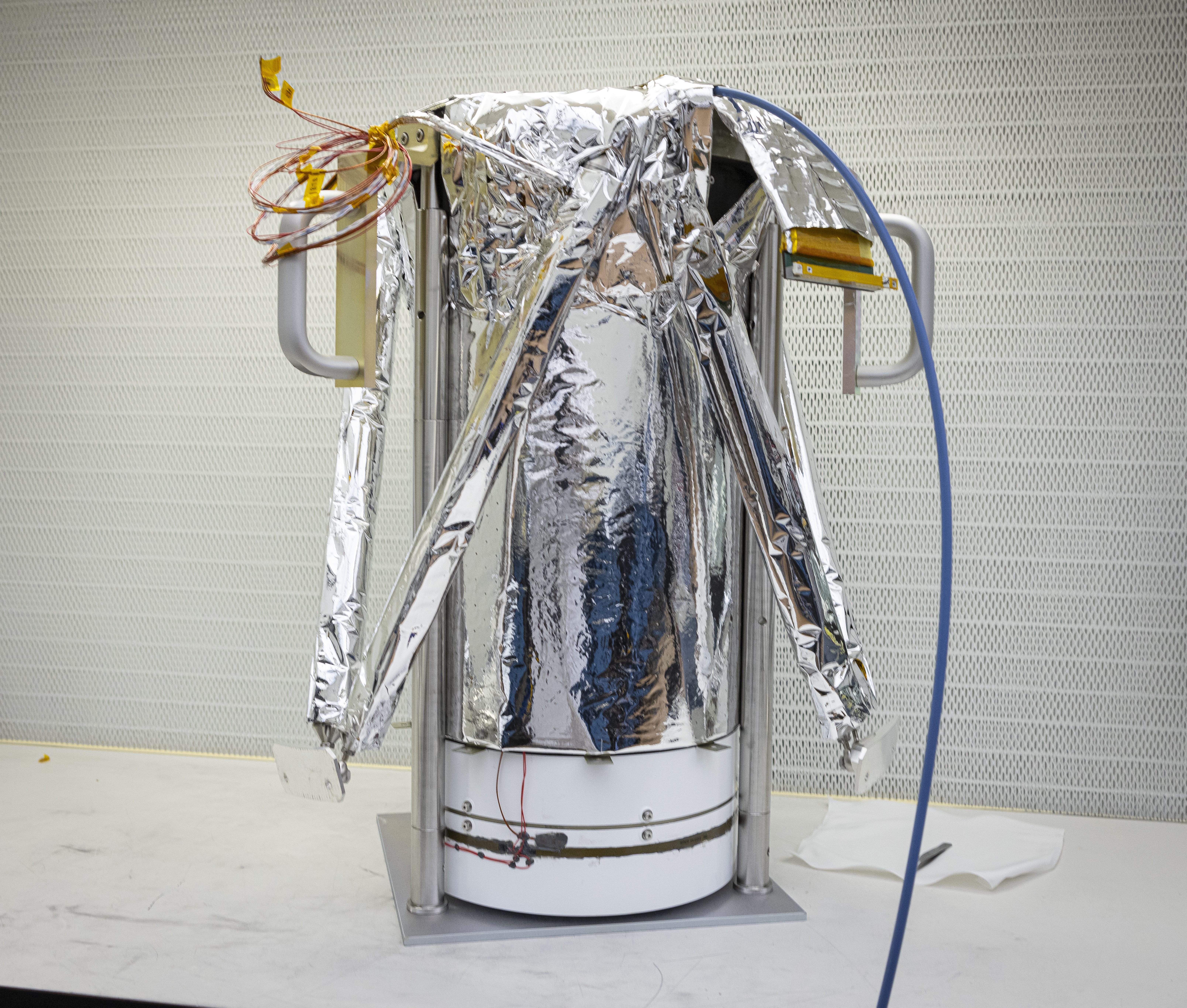
La caméra Draco.

La charge utile comprend uniquement la caméra DRACO (Didymos Reconnaissance and Asteroid Camera for OpNav) dérivée de LORRI qui équipe la sonde spatiale New Horizons. Le rôle de cette caméra est de fournir des images permettant une navigation de précision afin de parvenir à percuter la cible de 150 mètres de diamètre alors que l'engin spatial se déplace à une vitesse relative de 6 km/s. Un logiciel de navigation baptisé SMART Nav a été développé pour exploiter ces images. Celui-ci permet par ailleurs de déterminer la trajectoire idéale permettant d'économiser les ergols. DRACO est également utilisée pour obtenir des images à haute résolution de la surface de Dimorphos immédiatement avant l'impact. La partie optique de DRACO est un télescope Ritchey-Chrétien équipé d'un téléobjectif de 208 millimètres d'ouverture avec un champ de vue de 0,29° et une focale de f/12,60. Le détecteur, de type CMOS, comporte 2 560 × 2 160 pixels. La résolution spatiale des images enregistrées immédiatement avant l'impact est de 20 centimètres. Le détecteur enregistre la plage de longueurs d'onde allant de 0,4 à 1 micromètre (visible et proche infrarouge). L'instrument a une masse de 8,66 kilogrammes,,,.

### Avionique
L'avionique de DART, baptisée CORESAT (CORE Small Avionics suiTe), repose sur un ordinateur embarqué logé sur une seule carte électronique unique et sur un module d'interface. Ces deux composants utilisent des circuits logiques programmables permettant de contrôler de manière flexible la navigation de la sonde spatiale, le traitement des images et le système de propulsion.

### Logiciel de guidage SMART Nav
L'une des difficultés de la mission est de parvenir à viser avec suffisamment de précision le minuscule astéroïde Dimorphos de 160 mètres de diamètre qui ne devint visible qu'une heure avant l'impact sous la forme d'une tache floue. Le temps d'un aller retour des communications entre la Terre et l'engin spatial est de 90 secondes au moment de l'impact: l'engin ne peut donc pas être piloté par un opérateur terrestre. Durant la dernière heure précédant l'impact la tache de guidage est confiée au logiciel SMART Nav (abréviation de (Small-body Maneuvering Autonomous Real Time Navigation). Celui-ci dérive d'applications développées pour le guidage de missile (une des spécialités du laboratoire APL). SMART Nav analyse les images du ciel fournies de manière continue par la caméra DRACO. Il utilise les résultats pour agir de manière autonome sur le système de propulsion dans le but de corriger la trajectoire,.

### Télécommunications
DART utilise une antenne grand gain RLSA (Radial Line Slot Array) de forme plane et compacte à bas cout.

### CubeSat LICIACube

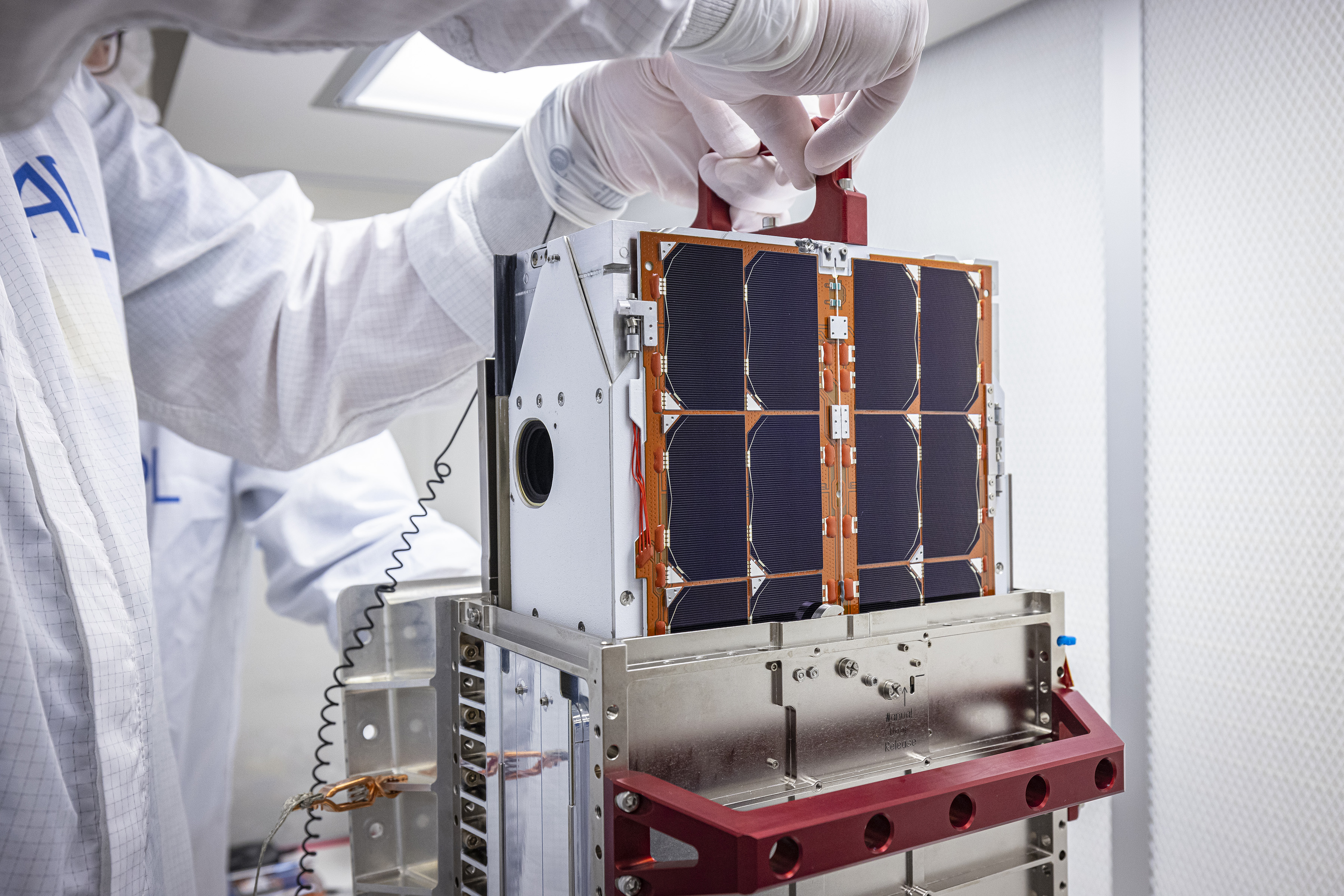
Le nano-satellite LICIACube, de type CubeSat 6U, doit filmer le résultat de l'impact.

Un nano-satellite LICIACube, fourni par l'Agence spatiale italienne fait partie intégrante de la mission. Solidaire de DART durant le transit vers sa cible, il s'en sépare avant l'impact. Il est chargé de photographier l'impact et de la formation du nuage de débris soulevé par celui-ci (ses caractéristiques fourniront des indices sur le structure du matériau de surface). Les images enregistrées permettront de préciser les dimensions et la morphologie du cratère formé. Enfin il doit prendre des images de la face de l'astéroïde opposée à l'impact pour préciser les dimensions et le volume de l'astéroïde. LICIACube est un  CubeSat de type 6U et d'une masse de 14 kilogrammes. Il dérive directement (charge utiles, propulsion...) du nano-satellite ArgoMoon qui doit être placé sur une orbite haute au cours de la mission Artemis I. Il est stabilisé 3 axes et l'énergie est fournie par des panneaux solaires. Il dispose d'un système de propulsion qui lui permet de modifier sa trajectoire pour éviter de s'écraser sur Dimorphos. Sa charge utile comprend deux caméras : LUKE (LICIACube Unit Key Explorer) est une caméra grand angle couleurs (RGB) utilisée pour analyser l'environnement de l'astéroïde tandis que LEIA (LICIACube Explorer Imaging for Asteroid) est équipée d'un téléobjectif qui doit permettre de réaliser des images du satellite à grande distance avec une bonne résolution spatiale. Les images sont transmises à la Terre par un système de communications fonctionnant en bande X. LICIACube est construit par la société aérospatiale italienne Argotec,.